# Linha do tempo da Igreja Católica
Como tradicionalmente a forma mais antiga do cristianismo, juntamente com a antiga ou a primeira igreja ortodoxa milenar do Oriente, as igrejas não calcedonianas ou orientais e a Igreja do Oriente, a história da Igreja Católica é parte integrante da história do cristianismo como um todo. É também, de acordo com o historiador da igreja, Mark A. Noll, a "mais antiga instituição internacional em funcionamento contínuo do mundo". Este artigo cobre um período de pouco menos de dois mil anos
Com o tempo, os cismas romperam a unidade do cristianismo. As principais divisões ocorreram em c.144 com o marcionismo, 318 com o arianismo, 451 com a ortodoxa oriental, de 1054 a 1449 (ver Grande Cisma), durante o qual as igrejas ortodoxas do leste se separaram da igreja ocidental por causa de questões doutrinárias (veja o filioque) e primazia papal, e em 1517 com a Reforma Protestante, da qual havia muitas divisões, resultando em mais de 200 denominações. Esta Igreja tem sido a força motriz por trás de alguns dos principais eventos da história mundial, incluindo a cristianização da Europa Ocidental e Central e da América Latina, a disseminação da alfabetização e a fundação de universidades, hospitais, a tradição ocidental do monasticismo, o desenvolvimento de arte e música, literatura, arquitetura, contribuições para o método científico, guerra justa e julgamento por júri. Ela desempenhou um papel poderoso nos assuntos globais, incluindo a Reconquista, as Cruzadas, a Inquisição, a Controvérsia da Investidura, o estabelecimento do Sacro Império Romano e a Queda do Comunismo na Europa Oriental no final do século XX.

## Ministério de Jesus, o fundador

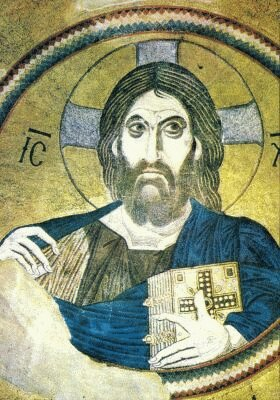
Imagem bizantina que descreve Jesus como Cristo pantocrator

- 4 a.C: Natividade de Jesus. Segundo o Evangelho de Lucas, seu nascimento ocorreu na cidade de Belém durante os reinos do rei Herodes, o Grande da Judeia e do imperador romano Augusto, e ele era filho da Virgem Maria, sendo concebido pelo poder do Santo Espírito. Os cristãos O veem como o Divino Filho de Deus encarnado ou Deus, o Filho.

- - Os cálculos de Dionísio, o Exíguo colocam o nascimento de Jesus no ano que em conseqüência é chamado 1 a.C; a maioria dos historiadores coloca seu nascimento entre 6 e 4 a.C.

- 30 d.C: batismo de Jesus, início do ministério e seleção dos apóstolos. O Evangelho de Lucas indica que Jesus foi batizado durante o 15º ano do reinado de Tibério César, datado de 29 d.C (encontrado em Lucas 3, 1.21-22). Os evangelhos cristãos sugerem fortemente Pedro como líder e porta-voz dos apóstolos de Jesus, sendo mencionado o maior número de vezes nos evangelhos. Pedro e os filhos de Zebedeu, Tiago e João, constituem o círculo interno dos apóstolos de Jesus, sendo testemunhas de eventos importantes da vida de Jesus: pregações de Jesus, como o Sermão da Montanha, e a realização de milagres, principalmente com curas e expulsar demônios, inaugurando a Era Messiânica.
- 33 d.C: Pedro declara e outros seguidores acreditam que Jesus de Nazaré é o Messias judaico prometido pelo Senhor de acordo com as Escrituras judaicas e as previsões dos profetas hebreus. Entrada em Jerusalém, início da Paixão de Cristo. Jesus de Nazaré é crucificado em Jerusalém sob Pôncio Pilatos, procurador da Judeia durante o reinado de Tibério e Herodes Antipas, depois do Sinédrio, sob o sumo sacerdote Caifás, acusam Jesus de blasfêmia. Ele foi crucificado sob Pôncio Pilatos. Segundo seus seguidores, três dias depois, Deus o ressuscitou dentre os mortos. Quarenta dias após sua ressurreição (Ascensão), os Evangelhos Cristãos narram que Jesus instruiu Seus discípulos assim: "Toda autoridade me foi dada no céu e na terra. Vai, pois, e fazei discípulos de todas as nações, batizando-os em nome do Pai e do Filho e do Espírito Santo, ensinando-os a observar todas as coisas que eu te ordenei; e eis que estou sempre com você, até o fim dos tempos." (Mateus 28,18–20). Dez dias depois (Pentecostes), Pedro faz o primeiro sermão convertendo 3 mil para serem batizados.

## Cristianismo primitivo
As datas na Era Apostólica são quase todas aproximadas, e todas as Depois de Cristo.
- 34 d.C: Santo Estêvão, o primeiro mártir cristão, é apedrejado até a morte em Jerusalém.

- 40: Data tradicional de Nossa Senhora do Pilar, aparecendo a Tiago, o Grande, em Santiago de Compostela, Espanha.[4]

- 46: Paulo inicia suas viagens missionárias com Barnabé.
- 50: O Concílio de Jerusalém determina que os gentios convertidos ao cristianismo não precisam obedecer às leis mosaicas. Isso gradualmente levará à separação do cristianismo do judaísmo.[5]
- 50-58: As sete epístolas indiscutíveis de Paulo são escritas

- 52: Chegada tradicional de São Tomé a Kerala, marcando a fundação da Igreja Católica Siro-Malabar.[6][7]

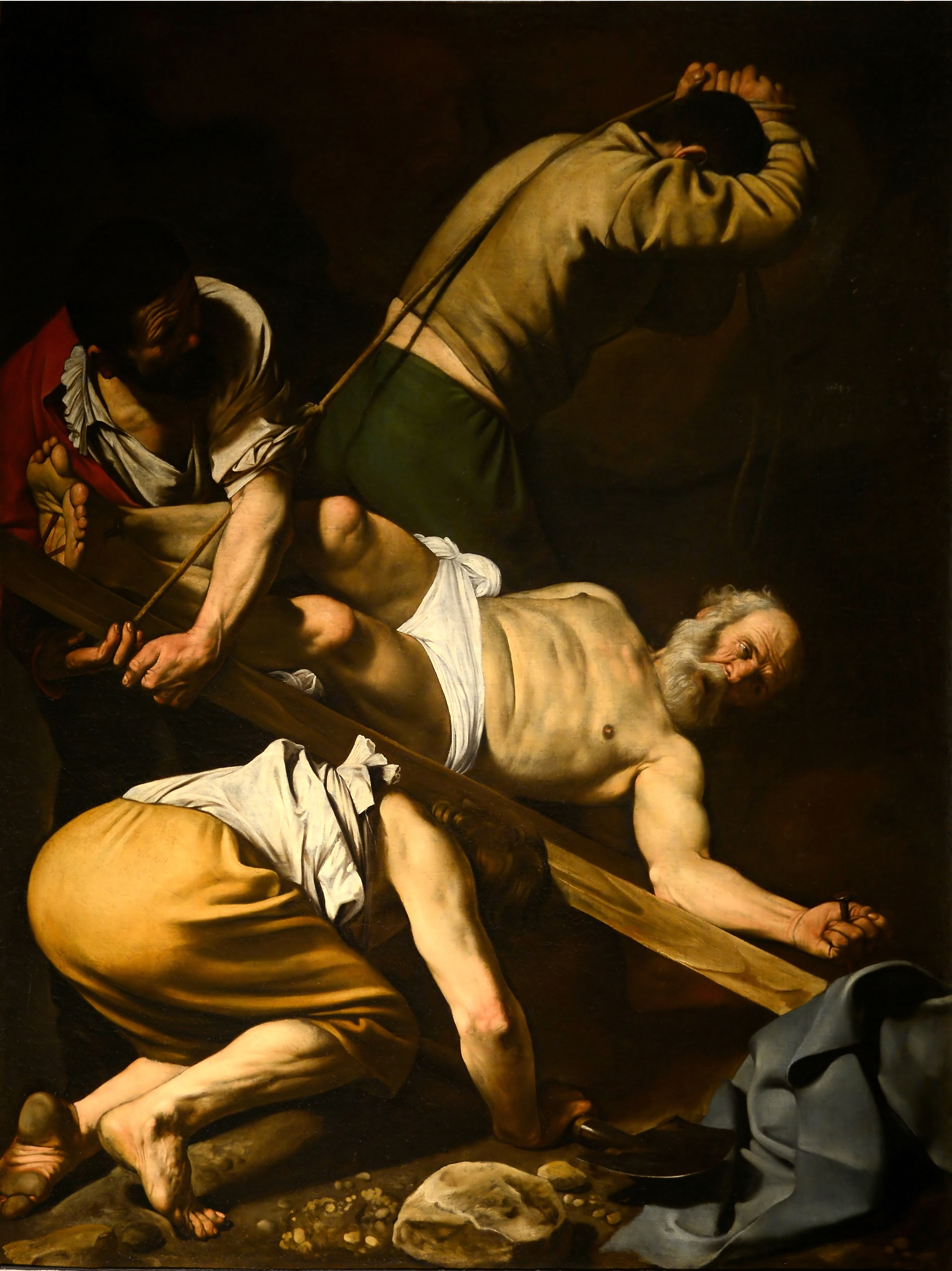
A Crucificação de São Pedro (1601) por Caravaggio

- 64: A perseguição neroniana começa sob Nero após o grande incêndio de Roma. Martírio de São Pedro. A perseguição aos cristãos continua intermitentemente até 313 d.C.

- 67: Martírio de São Paulo fora de Roma. O Papa Lino se torna o segundo papa depois de São Pedro.

- 68: A perseguição neroniana termina com o suicídio de Nero.

- 69: Evangelho de Marcos é concluído.
- 70: Queda de Jerusalém e a destruição do templo.

- 72: Martírio de São Tomé em Meliapor.

- 76: Martírio do Papa Lino.

- Anos 80: Evangelho de Mateus é completado.
- Anos 80: Evangelho de Lucas e Atos dos Apóstolos são concluídos.
- 90-96 Perseguição de cristãos sob o imperador Domiciano
- 95: Livro do Apocalipse escrito. (segunda parte)
- 96: Data tradicional da Primeira Epístola de Clemente atribuída ao Papa Clemente I, escrita para a igreja em Corinto.
- 100: São João, o último dos apóstolos, morre em Éfeso.[8][9]

- 100: Evangelho de João completado.
- 110: Inácio de Antioquia usa o termo Igreja Católica em uma carta à igreja em Esmirna, em uma das cartas de autenticidade indiscutível atribuída a ele. Nesta e em outras cartas genuínas, ele insiste na importância dos bispos na igreja e fala severamente sobre hereges e judaizantes. Fala sobre a mudança do sábado judaico para o domingo cristão, no capítulo nove na sua carta, aos Magnésios.

- 150: As traduções para o latim (o Vetus Latina) dos textos gregos das Escrituras circulam entre as comunidades cristãs que não falam grego.

- 154: As heresias gnósticas de Marcião, de Valentim e os Montanistas causam perturbações na comunidade romana. A perseguição aos cristãos no Império Romano continua.

- 155: Justino Mártir compõe sua Primeira Apologia em Roma, fala sobre a questão do sábado e domingo em Apologia I, 67; confirmando a fala de Santo Inácio.[10]

- 156: Policarpo, bispo de Esmirna, discípulo de João e professor de Irineu, é martirizado.[11]

- 177: Irineu se torna bispo de Lyon, França.[12]

- 180: Adversus Haereses de Irineu, traz à tona o conceito de "heresia" na primeira tentativa sistemática de combater os ensinamentos gnósticos e outros aberrações. No mesmo trabalho, ele ensinou que a fonte mais confiável de orientação apostólica era o episcopado de Roma.

- 195: O papa Vitor I, primeiro papa africano, excomungou os quartodecimanos em uma controvérsia da Páscoa.

- 200: Tertuliano, primeiro grande escritor latino-cristão, cunhado para conceitos cristãos termos latinos como "Trinitas", "Tres Personae", "Una Substantia", "Sacramentum".

- 248: Orígenes de Alexandria escreve Contra Celsum, o mais importante apologético da antiguidade ao lado da Cidade de Deus de Agostinho.[13]

- 249: Dizem que o papa Fabiano enviou sete bispos de Roma para a Gália para pregar o Evangelho: Gatien para Tours, Trophimus para Arles, Paulo para Narbonne, Saturnino para Toulouse, Dinis para Paris, Austromoine para Clermont e Marçal para Limoges.

- 250: O imperador Décio inicia uma perseguição generalizada aos cristãos em Roma. O papa Fabiano é martirizado. Posteriormente, a controvérsia donatista sobre readmissão terminou com muitos cristãos descontentes no norte da África.

- 312: O Imperador Constantino lidera as forças do Império Romano à vitória na Batalha da Ponte de Mílvia. A tradição diz que, na noite anterior à batalha, Constantino teve uma visão de que alcançaria a vitória se lutasse sob o símbolo de Cristo; consequentemente, seus soldados ostentavam em seus escudos o sinal Chi-Rho composto pelas duas primeiras letras da palavra grega para "Cristo" (ΧΡΙΣΤΌΣ).

## 313-476

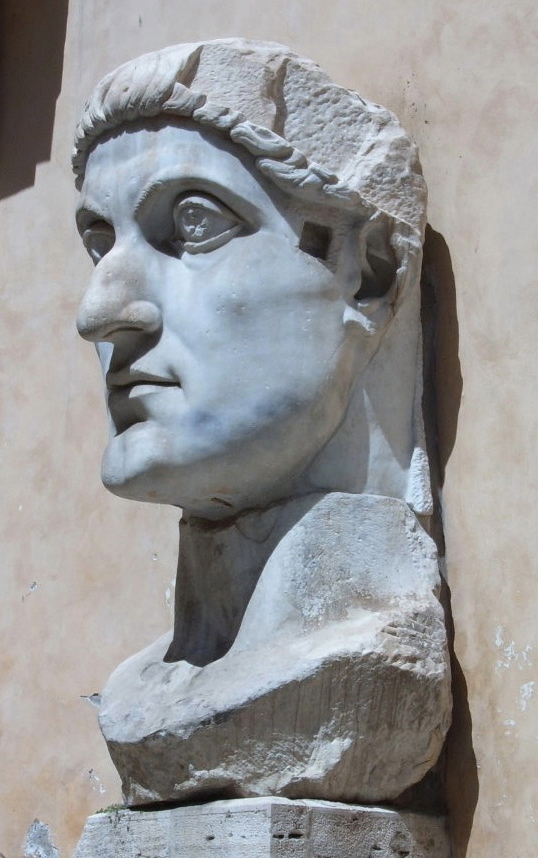
Cabeça da colossal estátua de Constantino no Musei Capitolini

- 313: O decreto de Milão declarou o Império Romano neutro em relação às visões religiosas, com efeito encerrando a perseguição aos cristãos.[14]
- 318: Ário condenado e excomungado por um sínodo convocado por Alexandre I, bispo de Alexandria.[15]
- 321: Concedendo à Igreja o direito de possuir propriedades, Constantino doa o palácio dos Laterani ao papa Milquíades. A Basílica de Latrão (Basílica de Nosso Salvador) se torna a sede episcopal do Bispo de Roma.
- 3 de novembro de 324: Constantino lança as bases da nova capital do Império Romano em Bizâncio, mais tarde conhecida como Constantinopla.
- O papa Silvestre I em seu calendário confirma o domingo (e não o sábado judaico) como o primeiro dia da semana, "dies dominicus" ("Dia do Senhor", em latim) e ordena aos membros da igreja que o mantenham como um dia santo; dia em que Jesus Cristo teria ressuscitado; como já tinha sido falado pela Epístola de Barnabé, Santo Inácio de Antioquia aos Magnésios, São Justino, o Mártir em sua Apologia, etc..[16]
- 325: A controvérsia ariana irrompe em Alexandria, causando ampla violência e perturbações entre os cristãos.
- 325: O Primeiro Concílio Ecumênico de Niceia, convocado como resposta à controvérsia ariana, estabelece o Credo Niceno, declarando a crença dos cristãos trinitários ortodoxos na Trindade.[17]
- 18 de novembro de 326: o Papa Silvestre I consagra a Basílica de São Pedro, construída por Constantino, o Grande, sobre o túmulo do apóstolo.
- 336: Data da primeira celebração registrada do Natal em Roma.[18]
- 345: O papa Júlio I oficialmente define a data de 25 de dezembro para a celebração da Natividade ou Natal.
- 360: Juliano, o apóstata, torna-se o último imperador romano não-cristão.
- Fevereiro de 380: O imperador Teodósio I emite um edito, De Fide Catolica, em Tessalônica, publicado em Constantinopla, declarando o cristianismo católico como a religião do império romano.[19]
- 381: Primeiro Concílio Ecumênico de Constantinopla.
- 382: O Concílio de Roma, sob o papa Damasco I, define o cânon da Bíblia, listando os livros aceitos do Antigo Testamento e do Novo Testamento. Nenhum outro deve ser considerado escritura.
- Julho de 387: Ambrósio, bispo de Milão, batiza Agostinho de Hipona, junto com seu filho Adeodatus, em Milão.
- 391: Os decretos teodosianos proíbem a maioria dos rituais pagãos ainda praticados em Roma, incentivando assim grande parte da população a se converter ao cristianismo.
- 400: A tradução da Bíblia em latim da Vulgata de Jerônimo é publicada, declarada "autêntica" pelo Concílio de Trento.[20] Este permaneceu o texto padrão no mundo católico até o Renascimento, e foi padrão nos serviços católicos até o Concílio Vaticano II.
- 24 de agosto de 410: Saque de Roma. Alarico e seus visigodos invadiram a Porta Salaria, no nordeste da cidade de Roma.
- 431: O Concílio Ecumênico de Éfeso declara que Jesus existia como Homem e Deus simultaneamente, esclarecendo seu status na Santíssima Trindade. O significado do Credo Niceno também é declarado um texto sagrado permanente da igreja.
- 8 de outubro de 451: Conselho Ecumênico de Calcedônia é aberto.
- 1º de novembro de 451: O Concílio de Calcedônia, o quarto Concílio Ecumênico, é encerrado. É emitido o Credo Calcedônia, que reafirma Jesus como verdadeiro Deus e verdadeiro homem e o dogma da Virgem Maria como a mãe de Deus. O conselho excomunga Eutiques, levando ao cisma com a Ortodoxia Oriental.
- 452: O Papa Leão I (o Grande) conhece Átila, o Huno, e o dissuade de invadir e saquear Roma.
- 455: Saque de Roma pelos vândalos. Os espólios do Templo de Jerusalém anteriormente levados por Tito estão supostamente entre os tesouros levados a Cartago.
- 4 de setembro de 476: O imperador Rômulo Augusto é deposto em Roma, marcado por muitos como a queda do Império Romano do Ocidente. O foco da Igreja primitiva muda para a expansão no Império Romano do Oriente, também conhecido como Império Bizantino, com sua capital em Constantinopla.

## 477-799

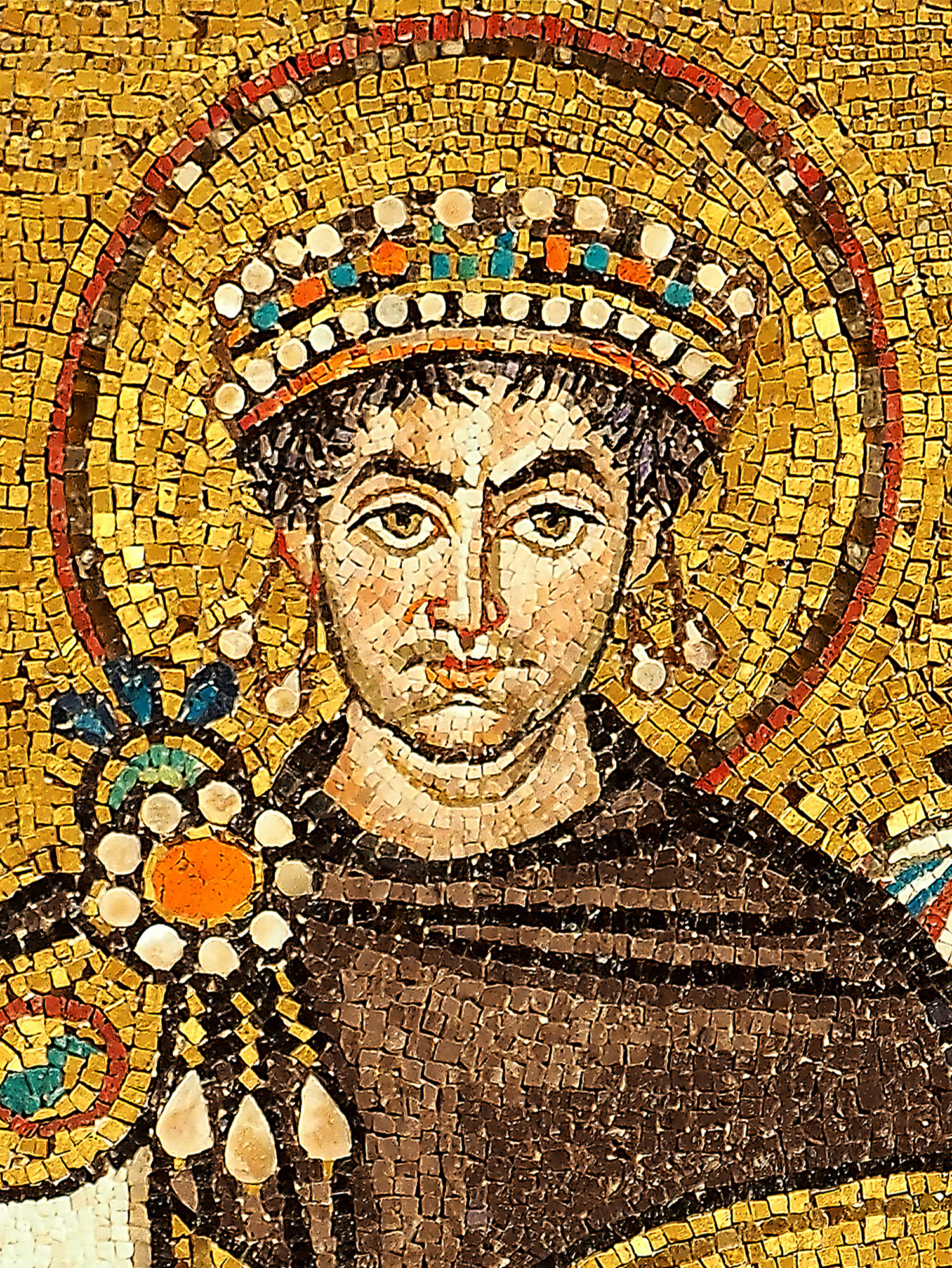
Justiniano, representado em um mosaico na igreja de San Vitale, Ravena, Itália

- 480: Nascimento tradicional de São Bento, autor de uma regra monástica, estabelecendo regulamentos para o estabelecimento de mosteiros.
- 496: Clóvis, rei pagão dos francos, converte-se à fé católica.
- 502: O papa Símaco determinou que os leigos não deveriam mais votar nos papas e que apenas clérigos mais altos deveriam ser considerados elegíveis.
- 529: O Codex Justinianus (Código de Justiniano) concluído. Primeira parte do Corpus Iuris Civilis (Corpo de Direito Civil).
- 2 de janeiro de 533: Mercúrio se torna o papa João II. Ele se torna o primeiro papa a assumir um novo nome após a nomeação. João II recebe do imperador bizantino Justiniano presentes, bem como uma profissão de fé ortodoxa.
- 533: O Digest, ou Pandects, foi emitido; segunda parte do Corpus Iuris Civilis (Corpo de Direito Civil). Os Institutos, terceira parte do Corpus Iuris Civilis (Corpo de Direito Civil), entram em vigor.
- 536: Belisário retoma Roma.
- 553: O Segundo Concílio Ecumênico de Constantinopla condenou os erros de Orígenes de Alexandria, em os Três Capítulos, e confirmou os quatro primeiros concílios ecumênicos.
- 590: Papa Gregório Magno Reforma da estrutura e administração eclesiástica. Estabelece canto gregoriano.
- 595: Em uma ação de libertação que libertou dois escravos romanos, o Papa Gregório I declarou que nenhum pagão que desejasse se tornar cristão deveria continuar sendo escravo.[21]
- 596: Santo Agostinho de Cantuária é enviado pelo Papa Gregório I para evangelizar os pagãos ingleses.
- 638: Jerusalém cristã e a Síria são conquistadas pelos muçulmanos.
- 642: O Egito cai para os muçulmanos, seguido pelo resto do norte da África.
- 664: O Sínodo de Whitby une a Igreja Celta na Inglaterra com a Igreja Católica.
- 680: Terceiro Concílio de Constantinopla põe fim ao monotelismo.
- 685: Os maronitas usaram seu poder e importância para escolher John Maron, um deles, como Patriarca de Antioquia e todo o Oriente. João recebeu a aprovação do papa Sérgio I e se tornou o primeiro patriarca maronita.
- 698: São Vilibrondo é encomendado pelo Papa Sérgio I como bispo dos Frísios (Holanda). Vilibrondo estabelece uma igreja em Utrecht.
- 711: Exércitos muçulmanos invadem a Espanha.
- 718: São Bonifácio, inglês, é encomendado pelo papa Gregório II para evangelizar os alemães.
- 726: O iconoclastia começa no império oriental. A destruição de imagens persiste até 843.
- 731: O Venerável Beda, monge beneditino e único médico da Igreja de origem inglesa (St. Anselmo de Cantuária sendo italiano), completa sua história eclesiástica do povo inglês.
- 732: O avanço dos muçulmanos na Europa Ocidental foi interrompido por Carlos Martel em Poitiers, França.
- 751: Os lombardos abolem o Exarcado de Ravena, efetivamente encerrando os últimos vestígios do domínio bizantino no centro da Itália e Roma.
- 756: Papas obtém o domínio independente de Roma pelo rei dos Francos, Pepino, o breve na Doação de Pepino. Nascimento dos Estados Papais.
- 787: O Segundo Concílio Ecumênico de Niceia põem fim ao iconoclasmo.
- 793: O saque do mosteiro de Lindisfarne marca o início dos ataques vikings à Europa cristã.

## 800-1453

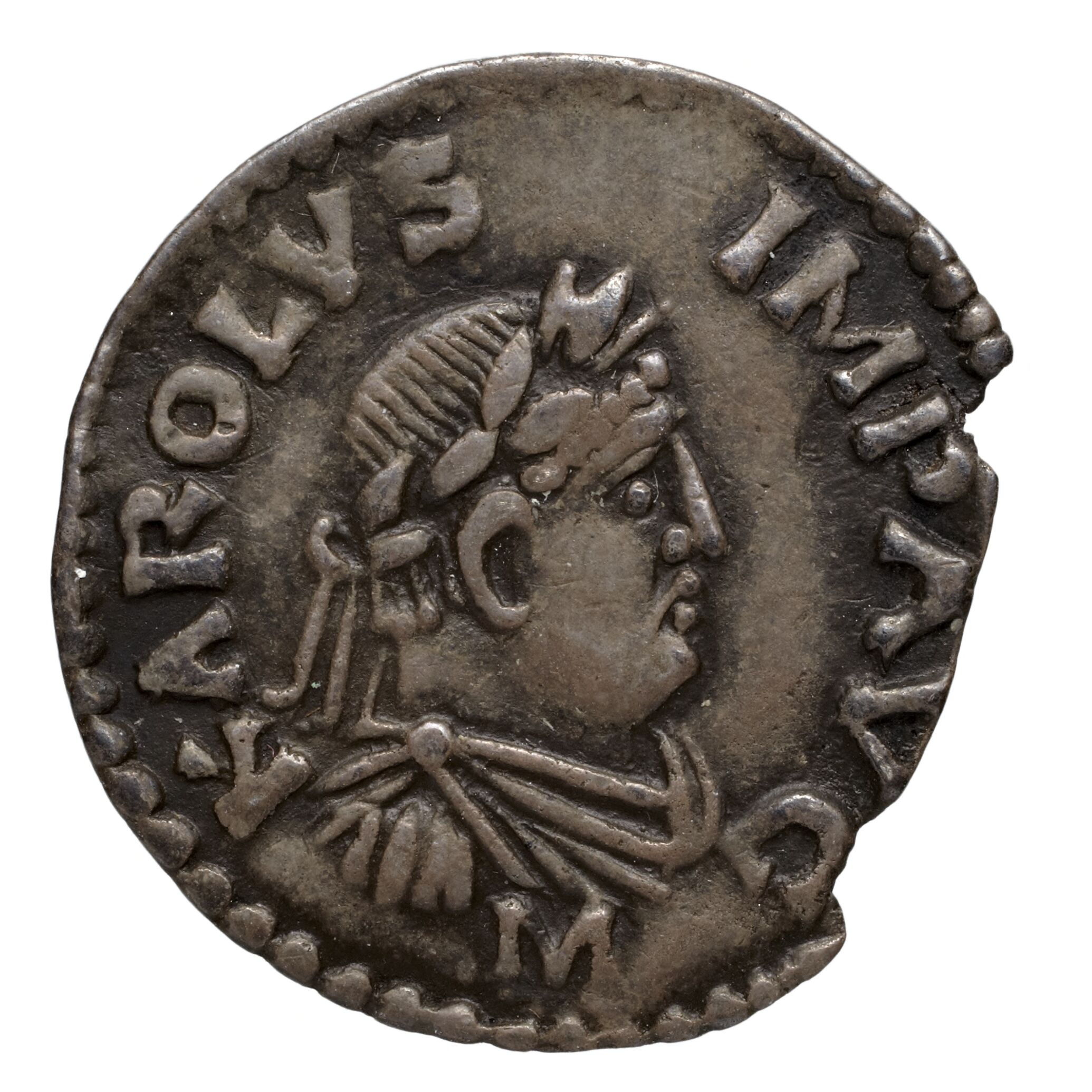
Beato Carlos Magno

- 25 de dezembro de 800: O rei Carlos Magno dos francos é coroado Santo Imperador Romano do Ocidente pelo Papa Leão III na Basílica de São Pedro.
- 829: Ansgário começa o trabalho missionário na Suécia, perto de Estocolmo.
- 859: O papa Leão IV confirma e jovem Alfredo, o grande rei de Wessex, de acordo com a Crônica Anglo-Saxônica.
- 863: São Cirilo e São Metódio são enviados pelo Patriarca de Constantinopla para evangelizar os povos eslavos. Eles traduzem a Bíblia para eslavo.
- 869: Quarto Concílio Ecumênico de Constantinopla condena Fócio. Este concílio e os subsequentes são negados pelas igrejas ortodoxas orientais.
- 910: O grande mosteiro beneditino de Cluny rejuvenesce o monaquismo ocidental. Mosteiros se espalharam por regiões isoladas da Europa Ocidental.
- 962: O rei Otto, o Grande da Alemanha (Francia Oriental) foi coroado Sanco Imperador Romano pelo Papa João XII na Basílica de São Pedro.
- 966: Miecislau I da Polônia se converte ao catolicismo, iniciando o batismo na Polônia.
- 988: Vladimir I, o Grande, é batizado; torna-se o primeiro grão-duque cristão de Kiev.
- 1000/1001 Estevão I da Hungria torna-se rei da Hungria ; mais tarde ele se converteria ao catolicismo romano, tornando-se o fundador da Igreja Católica na Hungria.
- 1012: Burcardo de Worms completa seu Decretum de vinte volumes do lei Canônica.
- Abril de 1033/1034: nasce Santo Anselmo de Cantuária[22]
- 16 de julho de 1054: As divisões litúrgica, linguística e política causam uma divisão permanente entre as igrejas orientais e ocidentais, conhecida como Cisma leste-oeste ou Grande Cisma. Os três legados, Humberto de Mourmoutiers, Frederick de Lorraine e Peter, arcebispo de Amalfi, entraram na Catedral de Hagia Sophia durante a missa em uma tarde de sábado e colocaram uma bula papal de excomunhão no altar contra o patriarca Miguel I Cerularius. Os legados partiram para Roma dois dias depois, deixando para trás uma cidade perto de tumultos.
- 27 de novembro de 1095: O Papa Urbano II prega para defender os cristãos do leste e os peregrinos na Terra Santa, no Conselho de Clermont.
- 1098: A fundação do reformado mosteiro de Cîteaux leva ao crescimento da ordem cisterciense.
- 1099: Retomada de Jerusalém pela 1ª Cruzada, seguida de um massacre dos habitantes não-cristãos remanescentes e o estabelecimento dos reinos dos cruzados; Bispos latinos são nomeados para dioceses ainda amplamente povoadas pelos ortodoxos.

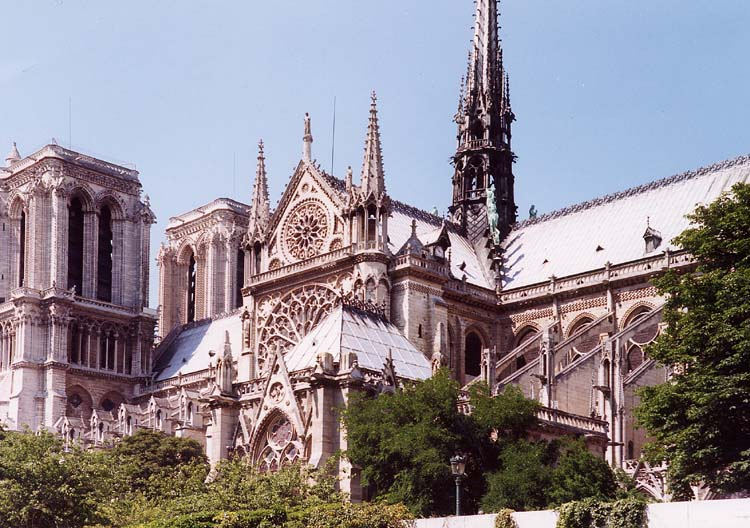
Catedral de Notre-Dame - projetada no estilo arquitetônico gótico.

- 1123: Primeiro Concílio de Latrão. Entre outras questões internas abordadas, o Canon 3 do Concílio (em resposta a abusos generalizados entre os clérigos) proibiu padres, diáconos e sub-diáconos de se associarem a concubinas ou mulheres em geral, exceto mulheres de família.
- 1139: Segundo Concílio de Latrão, promulgou uma regra proibindo padres diocesanos ou seculares de se casar.
- 1144: A Basílica de Saint Denis do Abade Suger é o primeiro edifício importante no estilo da arquitetura gótica.
- 1150: Publicação do Decretum Gratiani fornecendo um guia para o direito canônico por séculos, até 1918.
- 1179: Terceiro Concílio de Latrão.
- 1182: A Igreja Maronita reafirma sua comunhão ininterrupta com a Santa Sé.
- 1184: O papa Lúcio III proíbe os valdenses.
- 2 de outubro de 1187: O cerco de Jerusalém. As forças Aiúbida lideradas por Saladino capturam Jerusalém, iniciando a Terceira Cruzada.
- 8 de janeiro de 1198: Lotario de 'Conti di Segni, eleito Papa Inocente III. Seu pontificado é frequentemente considerado o auge do poder temporal do papado.
- 13 de abril de 1204: Saque de Constantinopla pela Quarta Cruzada. Início do Império Latino de Constantinopla.
- 1205: São Francisco de Assis se torna um eremita, fundando a ordem franciscana dos frades.
- 11 de novembro de 1215: Quarto Concílio de Latrão, aberto pelo Papa Inocêncio III.
- 30 de novembro de 1215: O Quarto Concílio de Latrão é encerrado pelo Papa Inocêncio III. Setenta decretos foram aprovados, entre eles a definição pré-tomística de transubstanciação.
- 1215: O cardeal Stephen Langton, um dos primeiros cardeais católicos ingleses, tornou-se um ator importante na disputa entre o rei João e o papa Inocêncio III. A situação tensa levou à assinatura e promulgação da Magna Carta.
- 1216: A Ordem dos Pregadores (Ordem Dominicana), fundada por São Domingos, é aprovada como corpo de Cônegos Regulares pelo Papa Honório III em 22 de dezembro (o Papa Inocente III morreu em julho).
- 1229: O Santo Ofício é fundado em resposta à heresia cátara, no Concílio de Toulouse.
- 1231: Carta da Universidade de Paris concedida pelo Papa Gregório IX.
- 1233: Numa bula ou carta papal, o Papa Gregório IX deu aos graduados da Universidade de Cambridge o direito de ensinar "em toda parte na cristandade". Outros papas encorajaram pesquisadores e acadêmicos de outras universidades a visitar Cambridge, estudar lá e dar aulas.
- 1241: A morte de Oguedai, grão-cã dos mongóis, impediu que os mongóis avançassem para a Europa depois de suas vitórias fáceis sobre os exércitos cristãos combinados na Batalha de Legnica (na atual Polônia) e na Batalha de Mohi (em atual Hungria).
- 1245: Primeiro Concílio de Lyon. O Imperador Frederico II é deposto e excomungado.
- 1248: Ano de início da construção da Catedral de Colônia sendo concluída em 1880.
- 1254: O Papa Inocêncio IV concede à Universidade de Oxford uma carta (através da bula papal, Querentes in argo).
- 1274: Segundo Concílio de Lyon; As igrejas católicas e ortodoxas se reuniram temporariamente. Tomás Aquino morre.
- 1295: Marco Polo chega em casa em Veneza.
- 1298: São Gregório Magno, Santo Ambrósio, Santo Agostinho e São Jerônimo são feitos doutores da Igreja.
- 22 de fevereiro de 1300: o Papa Bonifácio VIII publicou abula Antiquorum fida relatio; comemorado o Ano Santo do Jubileu.
- 18 de novembro de 1302: o Papa Bonifácio VIII emite a bula papal Unam sanctam.
- 1305: A influência francesa faz com que o papa se mude de Roma para Avignon.
- 12 de agosto de 1308: O Papa Clemente V emite a bula Regnans in coelis, convocando um concílio ecumênico a se reunir em 1º de outubro de 1310, em Vienne, na França, com o propósito de "fazer provisões em relação à Ordem dos Cavaleiros Templários, ambos os membros individuais e suas terras, e em relação a outras coisas em referência à fé católica, à Terra Santa e à melhoria da Igreja e das pessoas eclesiásticas".
- 1308: Mestre Eckhart, místico dominicano, compõe seu livro de consolações espirituais para Agnes, rainha da Hungria.
- 17–20 de agosto de 1308: Os líderes dos Cavaleiros Templários são secretamente absolvidos pelo Papa Clemente V depois que o interrogatório foi realizado por agentes papais para verificar reivindicações contra os acusados no castelo de Chinon, na diocese de Tours.
- 16 de outubro de 1311: A primeira sessão formal do Concílio de Vienne começa sob o papa Clemente V.
- 22 de março de 1312: Clemente V promulga abula Vox em excelsis, suprimindo os Cavaleiros Templários.
- 6 de maio de 1312: O Concílio de Vienne é encerrado na terceira sessão formal.
- 1320: Dante Alighieri completa a Divina Comédia, uma das maiores obras da literatura mundial.
- 26 de maio de 1328: Guilherme de Ockham foge de Avignon. Mais tarde, ele foi excomungado pelo papa João XXII, a quem Ockham acusou de heresia.
- 1370: Santa Catarina de Siena exorta o Papa a retornar a Roma.
- 1378: Antipapa Clemente VII (Avignon) eleito contra o Papa Urbano VI (Roma) precipitando o cisma ocidental.
- 1387: Os lituanos foram os últimos na Europa a aceitar a fé católica.
- c. 1412-1431: Santa Joana d'Arc, uma camponesa da França, tem visões de Deus dizendo-lhe para levar seus compatriotas a recuperar suas terras dos ingleses. Após o sucesso na batalha, ela é capturada pelos ingleses em 1431 e é condenada como herege e executada por queimaduras, aos 19 anos. Mais tarde, uma investigação autorizada pelo papa Calisto III concluiria que ela era inocente e mártir.
- 1395: Juliano de Norwich, místico e contemplativo, escreve suas Revelações do Amor Divino.
- 1400: Geoffrey Chaucer termina Os contos de Cantuária, uma compilação de histórias contadas por peregrinos em uma viagem ao santuário de São Thomas Becket de Canterbury.
- c. 1414-1418: O Concílio de Constança ocorre, encerrando formalmente o cisma ocidental e condenando Jan Hus como herege.
- 1425: A Universidade Católica de Louvaina é fundada na Bélgica.
- 1440: Johannes Gutenberg completa sua prensa de madeira usando metal móvel, revolucionando a disseminação do conhecimento por meios de reprodução mais baratos e rápidos. Isso logo leva à produção em larga escala de livros religiosos, incluindo Bíblias, mais acessíveis agora aos leigos.
- 29 de maio de 1453: Queda de Constantinopla.

## 1454-1599

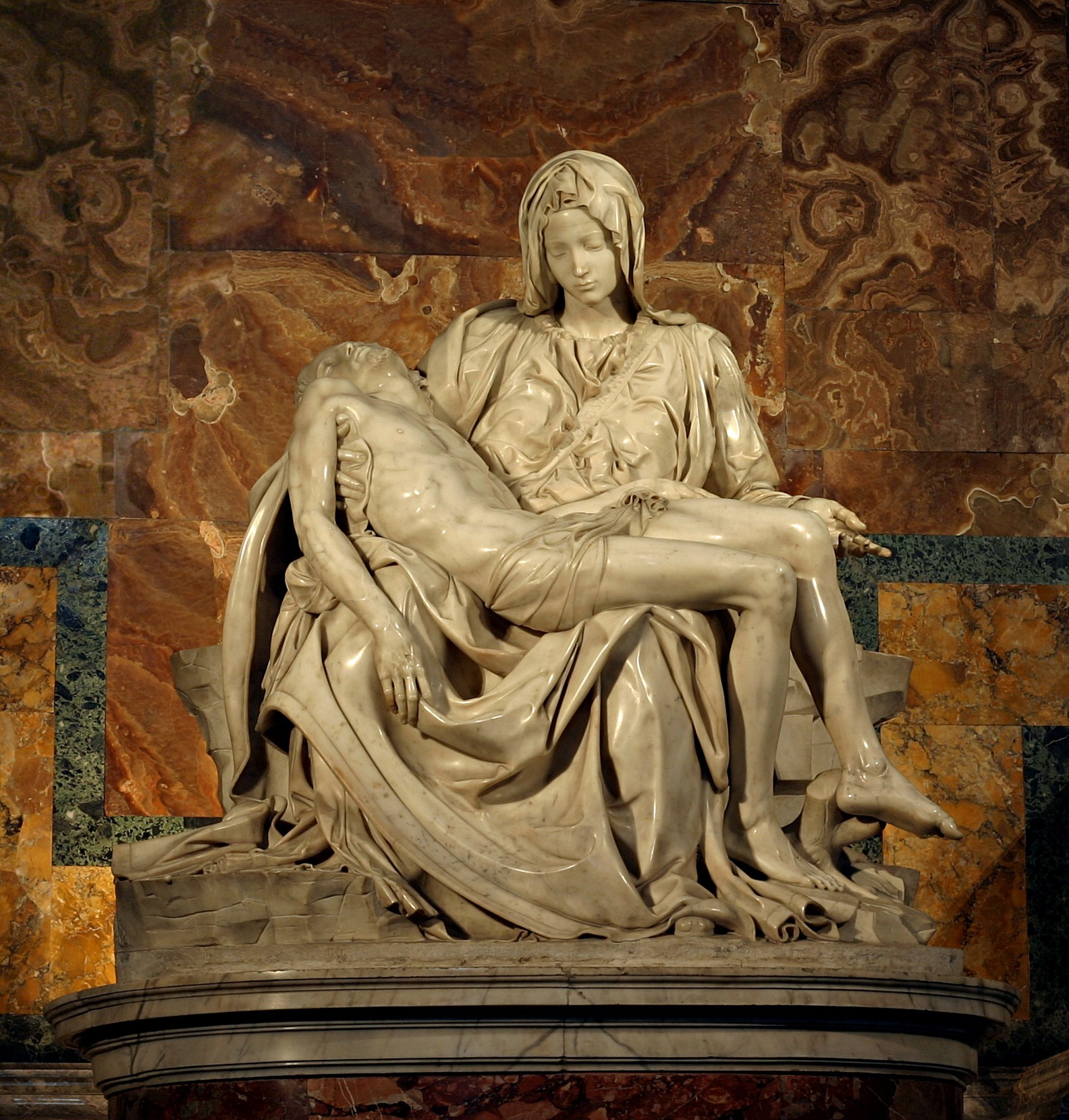
Pietà de Michelangelo na Basílica de São Pedro, Cidade do Vaticano

- 1462: O papa Pio II emitiu uma bula em que declarou a oposição da Igreja ao tráfico de escravos. A principal preocupação do papa era que os prisioneiros capturados durante as guerras europeias não fossem escravizados pelas potências vitoriosas.[23]
- 1492: Cristóvão Colombo chega às Américas.
- 1493: Com a Inter caetera, o Papa Alexandre VI concede à Espanha os únicos direitos coloniais sobre a maior parte do Novo Mundo.
- 1495: Leonardo da Vinci começou a pintar A Última Ceia.[24]
- 1497: Giovanni Caboto aterra em Terra Nova, Canadá, para reivindicar terras para o rei Henrique VII e para reconhecer a tradição religiosa da Igreja Católica.
- 1498: Vasco da Gama chega a Calecute, na Índia.
- 22 de janeiro de 1506: Kaspar von Silenen e primeiro contingente de mercenários suíços entram no Vaticano durante o reinado do papa Júlio II. Data tradicional de fundação da Guarda Suíça.
- 18 de abril de 1506: o papa Júlio II lança a pedra fundamental da nova basílica de São Pedro.
- 1508: Michelangelo começa a pintar o teto da Capela Sistina.
- 31 de outubro de 1517: Martinho Lutero publica suas 95 teses, protestando contra a venda de indulgências.
- 1516: São Sir Thomas More publica Utopia em latim.
- 3 de janeiro de 1521: Martinho Lutero é excomungado pelo Papa Leão X na bula Decet Romanum Pontificem, porque não quis se retratar de 41/95 teses.
- 31 de março de 1521: Batismo dos primeiros católicos nas Filipinas, a primeira nação cristã no sudeste da Ásia. Este evento é comemorado com a festa do Sto. Niño.
- 14 de abril de 1521: Sto. Niño como presente de Hara Humamay (Juana) e Rajah Humabon para Fernão de Magalhães.
- 17 de outubro de 1521: o Papa Leão X confere o título Fidei Defensor ao rei Henrique Tudor Henrique VIII da Inglaterra por sua defesa aos sete sacramentos e pela supremacia do papa na Assertio Septem Sacramentorum contra o protestantismo.
- 6 de maio de 1527: Saque de Roma.
- 1525: Chegada dos missionários católicos espanhóis nas Filipinas.
- 1527: Bartolomeu de las Casas, frade dominicano, começa a trabalhar em sua História das Índias.
- 12 de dezembro de 1531: Nossa Senhora de Guadalupe aparece para Juan Diego no México.
- 27 de abril de 1533: Juan de Zumárraga é consagrado primeiro bispo do México.
- 15 de agosto de 1534: Santo Inácio de Loyola e seis outros, incluindo Francisco Xavier, se reuniram em Montmartre, perto de Paris, e formaram um grupo que se tornaria a ordem religiosa não monástica, a Companhia de Jesus.
- 1534: A diocese de Goa é criada por missionários portugueses para servir a costa oeste da Índia.
- 30 de outubro de 1534: O Parlamento Inglês aprova o Ato de Supremacia, tornando o Rei da Inglaterra Chefe Supremo da Igreja da Inglaterra, uma igreja nacional canonicamente alienada do bispo de Roma, o papa. A hegemonia de uma forma de liturgia e ordem dentro da igreja inglesa pré-reforma é eventualmente quebrada ou alterada entre frações eclesiais, notadamente dissidentes, anglicanos (Igreja da Inglaterra) e católicos.

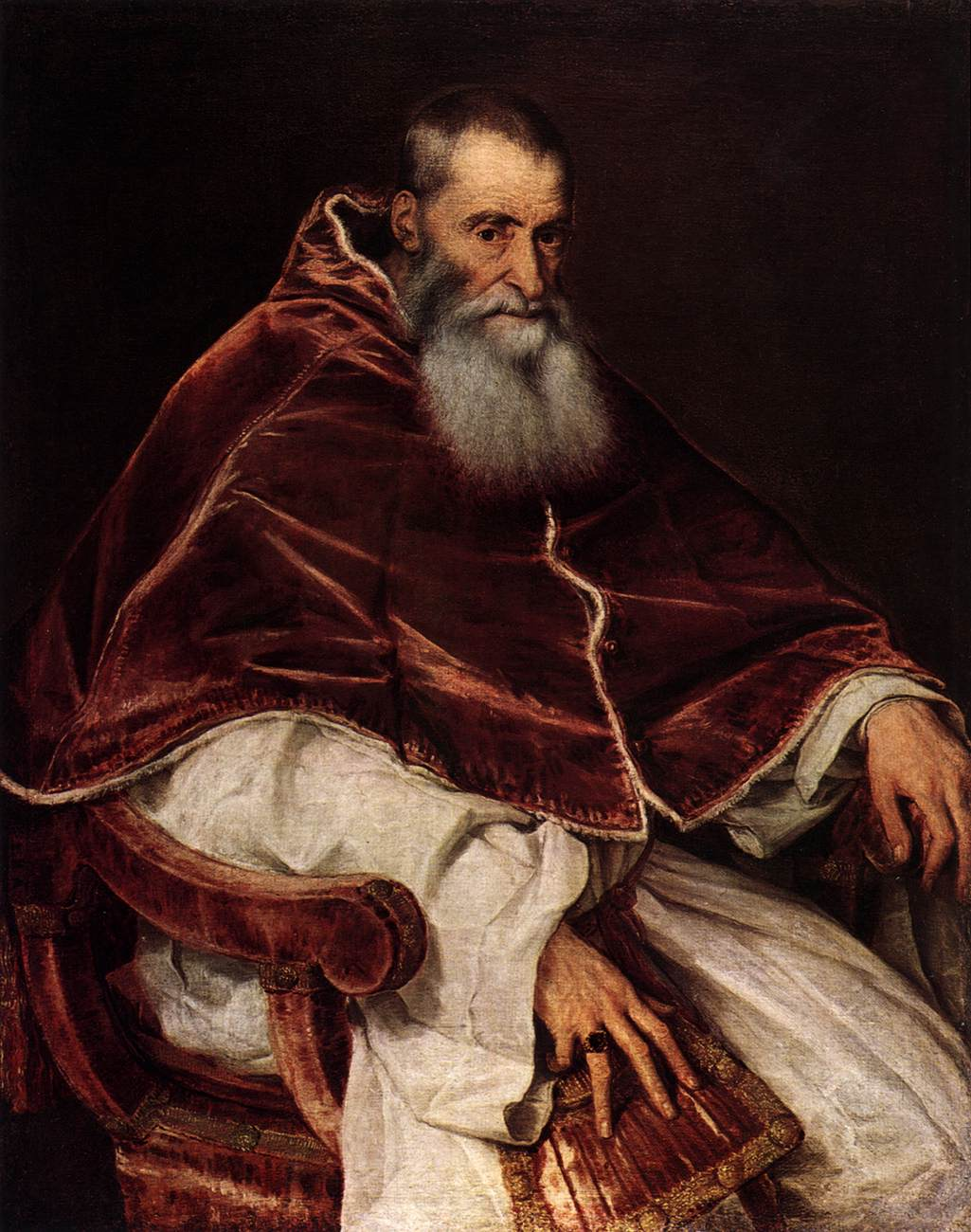
Papa Paulo III

- 1535: Michelangelo começa a pintar o Juízo Final na Capela Sistina.
- 1536 a 1540: dissolução dos mosteiros na Inglaterra, país de Gales e Irlanda. Estrangulamento público e queimação na fogueira de William Tyndale, reformista protestante.
- 1537: o papa Paulo III emitiu uma bula na qual declarou a oposição da Igreja Católica ao tráfico de escravos. A preocupação do papa era semelhante à do seu antecessor, Pio II, de que os prisioneiros capturados durante as guerras européias não deveriam ser escravizados pelas potências vitoriosas. Ele também emitiu a bula Veritas Ipsa, que decretou que os povos indígenas nas Américas não deveriam ser escravizados.[25]
- 17 de dezembro de 1538: o Papa Paulo III excomunga definitivamente o rei Henrique VIII da Inglaterra na bula papal, Cum redentor noster.
- 1540: O papa Paulo III confirmou a ordem da Companhia de Jesus.
- 1541: A Arquidiocese de Lima é fundada como a diocese de Lima, Peru.
- 21 de julho de 1542: O Papa Paulo III, com a Constituição Licet ab initio, estabeleceu a Congregação Sagrada Suprema da Inquisição Romana e Universal.
- 1543: O cientista-clérigo polonês Nicolau Copérnico publicou um relato completo da teoria copernicana heliocêntrica intitulada "Sobre as revoluções das esferas celestes" (De Revolutionibus Orbium Coelestium). Considerado como o início da revolução científica.
- 13 de dezembro de 1545: O Concílio de Trento foi convocado durante o pontificado de Paulo III, para preparar a resposta católica à Reforma Protestante. Suas decisões definiram o tom da Contra-Reforma da Igreja Católica por quatro séculos até ao Concílio Vaticano II (1962-1965).
- 27 de julho de 1549: São Francisco Xavier, SJ, chega ao Japão e desembarca em Kagoshima, em 15 de agosto.
- 1551: A primeira diocese do Brasil é criada com um bispo português nomeado chegando à Bahia, Brasil, um ano depois.
- 1562: Palestrina conclui a Missa Papae Marcelli.
- 4 de dezembro de 1563: O Concílio de Trento é encerraado. Os decretos foram confirmados em 26 de janeiro de 1564, por Pio IV, na bula Benedictus Deus.
- 28 de abril de 1565: A Basílica Minore del Santo Niño é a primeira Igreja Católica Romana nas Filipinas.
- 1568: São João Crisóstomo, São Basílio, São Gregório Nazianzo, Santo Atanásio e São Tomás de Aquino são feitos doutores da Igreja.
- 14 de julho de 1570: o Papa Pio V emite a Constituição Apostólica sobre a Missa Tridentina, Quo Primum.
- 7 de outubro de 1571: A frota cristã da Liga Santa derrota os turcos otomanos na batalha de Lepanto.
- 1571: O governo francês do rei Carlos IX decretou que "todos os prisioneiros são livres neste reino; assim que um escravo atinge essas fronteiras e se batiza, ele é livre".[26]
- 1577: Teresa de Ávila escreve O Castelo Interior, uma das obras clássicas do misticismo católico.
- 21 de dezembro de 1581: A construção da Catedral de Manila em Intramuros, Manila, Filipinas.
- 24 de fevereiro de 1582: o Papa Gregório XIII emite s bula Inter gravissimas que reforma o calendário juliano.
- 15 de outubro de 1582: O calendário gregoriano é adotado pela Itália, Espanha e Portugal. 4 de outubro (juliano) é seguido por 15 de outubro (gregoriano) - dez dias são removidos.
- 1582: João da Cruz inicia sua Noite Negra da Alma, uma obra clássica do misticismo católico.
- 1582: Matteo Ricci, SJ, chega a Macau para iniciar seu trabalho missionário na China.
- 28 de setembro de 1586: Domenico Fontana terminou com sucesso a reconstrução do Obelisco do Vaticano em seu local atual na Praça de São Pedro. Aclamado como uma grande conquista técnica de seu tempo.
- 1589-91: William Byrd compôs suas Cantiones sacrae. Sua música, de acordo com a Encyclopædia Britannica, tem "uma intensidade incomparável na Inglaterra e uma amplitude desconhecida no continente". Byrd e seu professor, Thomas Tallis, embora ambos católicos, foram autorizados a compor e tocar música durante o reinado de Elizabeth I.
- 1593: Robert Bellarmino termina suas Disputationes de controversiis christianae fide.
- 1593 - 1596: O governador-geral espanhol Luis Pérez Dasmariñas encomendou a imagem de Nossa Senhora do Santo Rosário de La Naval de Manila em Manila, Filipinas.
- 21 de agosto de 1595: Fundação da Arquidiocese Católica Romana de Manila, em Manila, Filipinas.
- 1596: Assinatura da União de Brest entre a Sé de Roma e a Igreja Ortodoxa Rutena.
- 1598: Papel papal na paz de Vervins.
- 1600: O Papa Clemente VIII sanciona o uso do café, apesar da petição dos padres de proibir a bebida muçulmana como "a bebida do diabo".[27] O papa experimentou um copo e o declarou "tão delicioso que seria uma pena deixar que os infiéis tivessem uso exclusivo dele. Nós enganaremos Satanás ao batizá-lo".[28]

## Século XVII
- 1606: Chegada do Nazareno Negro em Manila, Filipinas, de Acapulco, México, é o lar da Basílica Menor do Nazareno Negro/Paróquia de São João Batista no distrito de Quiapo.
- 1609: Francisco de Sales publica sua Introdução à Vida Devota. Mais tarde, em 1616, ele publica o Tratado sobre o amor de Deus.[29]
- 1610: Vespro della Beata Vergine, de Claudio Monteverdi, é realizada.
- 1610: Aparição de Nossa Senhora de Manaoag em Manaoag, Pangasinan, Filipinas.
- 28 de abril de 1611: Universidade de Santo Tomas estabelecida em Sampaloc, Manila, Filipinas.
- 1614: Tokugawa Ieyasu proíbe o Cristianismo do Japão.
- 1620: Colégio de San Juan de Letran estabelecido em Intramuros, Manila, Filipinas.
- 19 de abril de 1622: o Papa Gregório XV faz de Armand Jean du Plessis de Richelieu um cardeal após a nomeação do rei Luís XIII da França - tornando-se o cardeal Richelieu. Sua influência e políticas impactam muito o curso da política européia.
- 25 de março de 1626: A chegada de Nossa Senhora da Paz e Boa Viagem de Manila, indo para Antipolo, Rizal, Filipinas, é o lar da Catedral de Antipolo.
- 18 de novembro de 1626: o Papa Urbano VIII dedica solenemente a Nova Basílica de São Pedro, 1.300   anos após a primeira basílica Constantiniana ser consagrada pelo Papa Silvestre I.
- 1633: Julgamento de Galileu, após o qual ele é condenado a prisão domiciliar.

Luís XIV da França

- 1637: Lorenzo Ruiz é um mártir filipino das Filipinas e seus companheiros martirizados em Nishizuka Hill, Nagasaki, Japão.
- 1638: A rebelião de Shimabara leva a uma repressão adicional de católicos e de todos os cristãos no Japão.
- 15 de março a 4 de outubro de 1646: As batalhas de La Naval de Manila, na baía de Manila, nas Filipinas, foram travadas entre os navios de guerra navais espanhol e holandês.
- 1653: O Juramento da Cruz de Coonan foi feito por um grupo de cristãos de São Tomé contra os portugueses.
- 1671: Rosa de Lima, membro leigo peruano da Ordem dos Pregadores (ordem dominicana) e místico, é canonizado pelo Papa Clemente IX.
- 1672: Pedro Calungsod das Filipinas e o padre Diego Luis de San Vitores é o missionário jesuíta espanhol martirizado em Tumon, Guam.
- 1674: A cidade de Quebec, Canadá, é elevada a uma diocese com seu próprio bispo, St. François de Montmorency-Laval. Ao mesmo tempo (1712), a diocese de Quebec cobriu a maior parte do continente americano (territórios/colônias franceses, ingleses e nativos americanos) até o Golfo do México. Nenhuma outra comunidade cristã, católica ou não, tinha um bispo nesses territórios na época.
- 12 de setembro de 1683: Batalha de Viena. Vitória decisiva do exército da Liga Sagrada, sob o rei João III Sobieski da Polônia, sobre os turcos otomanos, sob o Grande Vizir Merzifonlu Kara Mustafa Pasha. Os turcos não ameaçam a Europa Ocidental militarmente novamente.
- 1685: Luís XIV revoga o edito de Nantes e um grande número de refugiados huguenotes deixa a França.
- 1687: John Dryden, figura literária inglesa dominante e influência de sua época, publica The Hind and the Panther para comemorar sua conversão ao Catolicismo.
- 1691: O Papa Inocêncio XII faz uma declaração contra o nepotismo e a simonia.

## 1700-1799
- 1713: Unigenitus encíclico condena o Jansenismo.
- 1715: O Papa Clemente XI decide contra os jesuítas na controvérsia do Rito Chinês. Invertida por Pio XII em 1939.
- 1720: Santo Anselmo de Cantuária tornou-se Doutor da Igreja.
- 1721: O imperador Kangxi proíbe missões cristãs na China.
- 1729: O Papa Bento XIII reconheceu Cirilo VI como o legítimo Patriarca de Antioquia e reconheceu seus seguidores como estando em plena comunhão com a Igreja Católica.[30]
- 28 de abril de 1738: o Papa Clemente XII publica a bulal In Eminenti proibindo os católicos de se unirem, ajudarem, socializarem ou de outra forma direta ou indiretamente ajudar as organizações da Maçonaria e da Maçonaria sob pena de excomunhão. Ser membro de qualquer sociedade secreta também seria penalizado pela excomunhão.
- 1737: Vicente de Paulo, padre francês que dedicou sua vida e ministério a servir os pobres, é canonizado pelo Papa Clemente XII.
- 1738: Fudação das Freiras cinzentas.
- 1740: Publicação do Jardim da Alma de Richard Challoner.[31]
- 1740-1758: o Papa Bento XIV nomeou as primeiras mulheres como professoras das universidades papais de Bolonha, reformando os procedimentos de canonização: um intelectual aberto a todas as ciências.
- 1769: O instituto religioso passionista recebe todos os direitos do papa Clemente XIV.

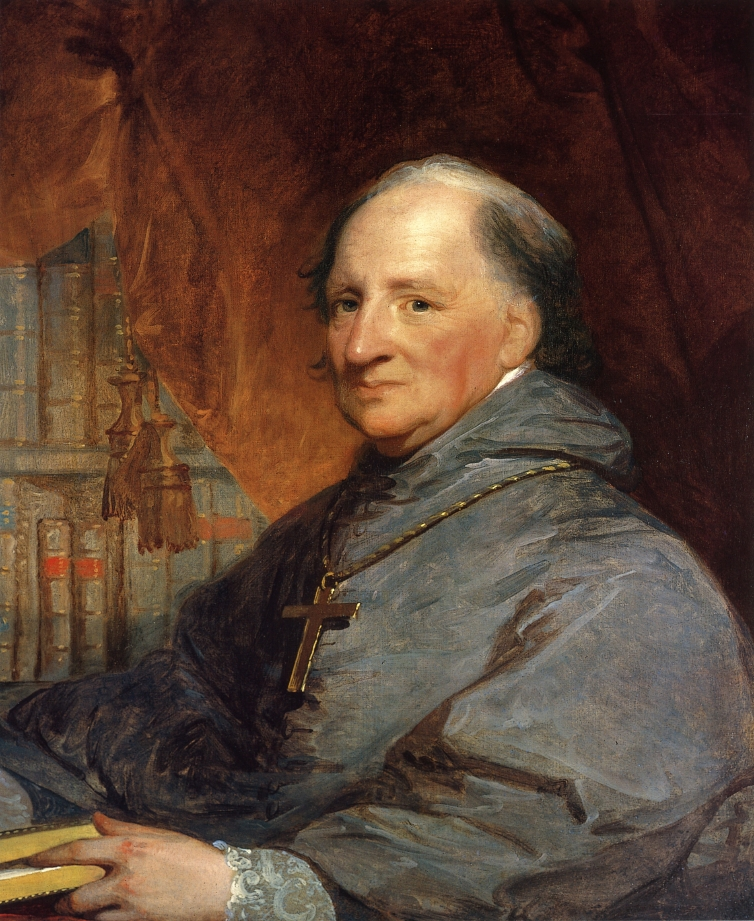
John Carroll

- 1769: Junípero Serra estabelece a Missão San Diego de Alcalá, a primeira das missões espanholas na Alta Califórnia. Os jesuítas haviam fundado missões na Baja Califórnia desde 1684.
- 1773: Supressão dos jesuítas pelo papa Clemente XIV, já excluída de muitos estados. Somente no Império Russo eles são capazes de permanecer.
- 1784: Batismo do primeiro católico coreano.
- 1789: John Carroll se torna o bispo de Baltimore, o primeiro bispo nos Estados Unidos.
- 1789: A Universidade de Georgetown é fundada como Georgetown College. É a universidade católica mais antiga dos Estados Unidos e a primeira de 28 faculdades e universidades fundadas pelos jesuítas nos EUA.
- 1791: Wolfgang Amadeus Mozart compõe Ave verum corpus e seu Requiem inacabado.
- 1793: A Revolução Francesa institui medidas anticlericais.
- 1798: Joseph Haydn, compositor austríaco e professor de Beethoven, compôs The Creation (Haydn), um oratório que celebra e retrata a criação como relatada no livro de Gênesis.
- 1798: O Papa Pio VI, é preso pelos exércitos de Napoleão I, morre em cativeiro na França.

## Século XIX
- 1800-1823: Papa Pio VII

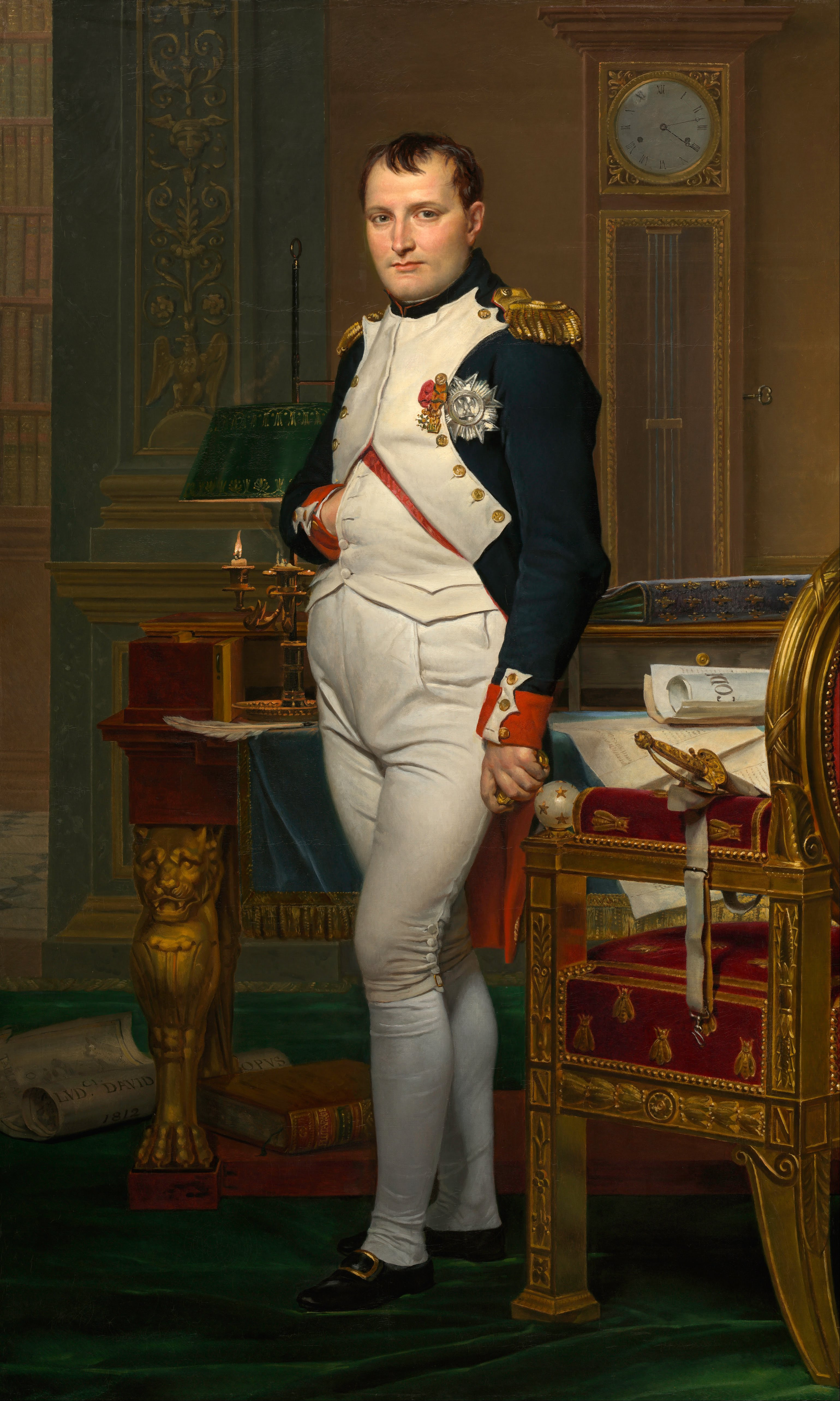
Napoleão Bonaparte

- 1801: A rainha viúva Jeongsun proíbe o Cristianismo da Coréia.
- 15 de julho de 1801: Concordata francesa de 1801. A Igreja Católica se restabelece na França.
- 2 de dezembro de 1804: Napoleão se coroa Imperador dos franceses na Catedral de Notre Dame, de Paris, na presença do Papa Pio VII.
- 1823: Ludwig van Beethoven termina sua Missa solemnis, iniciada em 1819, e a dedica a seu amigo e aluno, o arquiduque Rudolfo da Áustria, arcebispo de Olomouc.
- 6 de agosto de 1806: Dissolução do Sacro Império Romano
- 1830: a Igreja Caldeia deixa os nestorianos para se integrarem a Igreja Católica Romana.
- 1837: Chegada dos missionários católicos franceses na Coréia.
- 1839: Em uma carta papal, o Papa Gregório XVI declarou a oposição oficial da Igreja ao comércio de escravos e à escravidão. Nos Estados Unidos, os proprietários de escravos católicos geralmente ignoravam o pronunciamento papal e continuavam a participar da instituição da escravidão.[32]
- 1842: A Universidade de Notre Dame é fundada em South Bend, Indiana, pelo Padre Edward Sorin, da Congregação da Santa Cruz.
- 1846: Papa Pio IX inicia seu reinado. Durante seu reinado, ele pede que um documento anticatólico escrito pelos maçons conhecido como Alta Vendita seja distribuído para alertar os oficiais católicos sobre uma possível infiltração maçônica.
- 1847: O Patriarca Latino de Jerusalém volta a residir em Jerusalém.
- 1848: João Bosco, padre, escritor e educador, funda os salesianos, uma comunidade religiosa baseada na espiritualidade e na filosofia de São Francisco de Sales, bispo católico de Genebra.
- 1850: A Arquidiocese de Westminster e outras doze dioceses são estabelecidas, restabelecendo uma hierarquia católica para o público católico no Reino Unido contra intensa oposição política. A Catedral de Westminster é formalmente consagrada 53 anos depois, em 1903.
- 1852: O Primeiro Concílio Plenário de Baltimore é realizado nos Estados Unidos.
- 1854: Dogma da Imaculada Conceição pelo Papa Pio IX.
- 1856: Gregor Mendel, frade agostiniano, cientista e pai da genética, inicia experimentos que levam às leis fundamentais da herança.
- 1858: Aparições da Virgem Maria em Lourdes.
- 1859: Ateneo de Manila estabelecido em Intramuros, Manila, Filipinas. Mas depois o Ateneo está localizado em Loyola Heights, Quezon City.
- 1862: Paulo Miki e seus companheiros, martirizados em Nagasaki, Japão (1597), são canonizados pelo Papa Pio IX.
- 1863: Universidade La Salle (agora Universidade De La Salle), estabelecida em Manila, Filipinas.
- 1865: A Sociedade de Missões Africanas de Lyon estabelece uma missão em Lagos, Nigéria. A mesma sociedade estabelece uma missão no Benin, cinco anos depois.
- 1866: O cardeal John Henry Newman termina sua autobiografia, Apologia Pro Vita Sua.
- 8 de dezembro de 1869: O Papa Pio IX abre o Primeiro Concílio Ecumênico do Vaticano.
- 18 de julho de 1870 - A Constituição Dogmática da Igreja de Cristo, da quarta sessão do Vaticano I, Pastor Aeternus, emite o dogma da infalibilidade papal entre outras questões antes da queda de Roma na Guerra Franco-Prussiana, fazendo com que ela termine prematuramente e põe fim aos Estados papais. A controvérsia sobre várias questões leva à formação da Antiga Igreja Católica. Este concílio não foi formalmente fechado até 1960 pelo papa João XXIII, em preparação para o Concílio Vaticano II.
- 1873-75: A promulgação das leis Falk, legislação na Alemanha durante o conflito de Kulturkampf com a Igreja, que levou à expulsão de algumas ordens religiosas da Alemanha. O poeta e jesuíta inglês, Gerard Manley Hopkins, dedicou seu famoso poema "The Wreck of the Deutschland" a cinco freiras que foram forçadas a fugir da Alemanha por causa das leis e depois se afogaram em um naufrágio.
- 1877: São Francisco de Sales torna-se Doutor da Igreja.
- 1878: O cardeal Charles Lavigerie, arcebispo de Argel e Cartago, envia dez missionários para a África Oriental.
- 1879: A encíclica Aeterni Patris, do Papa Leão XIII, prepara um renascimento do tomismo.
- 1888: Fundação da Pontifícia Universidade Católica do Chile. Em 2018, foi classificada como a universidade nº 1 da América Latina pelo ranking de QS.
- 1891: Igreja de San Sebastian é concluída em Quiapo, Manila, Filipinas.
- 15 de maio de 1891: o Papa Leão XIII emite a encíclica Rerum novarum (Of New Things).
- 30 de novembro de 1894: o Papa Leão XIII publica a Encíclica Orientalium Dignitas (Sobre as Igrejas do Oriente), salvaguardando a importância e a continuidade das tradições orientais para toda a Igreja.[33]
- 1895: As Reflexões Pessoais de Joana d'Arc, de Mark Twain, são publicadas pela Harper's Magazine.
- 1896: O papa Leão XIII declara formalmente as ordens anglicanas "absolutamente nulas" na bula papal, Apostolicae Curae.
- 1897: Teresa de Lisieux morre.
- 1898: Secondo Pia tira as primeiras fotografias do Sudário de Turim.
- 1900: Edward Elgar começa a música The Dream of Gerontius, do cardeal John Henry Newman.

## Século XX

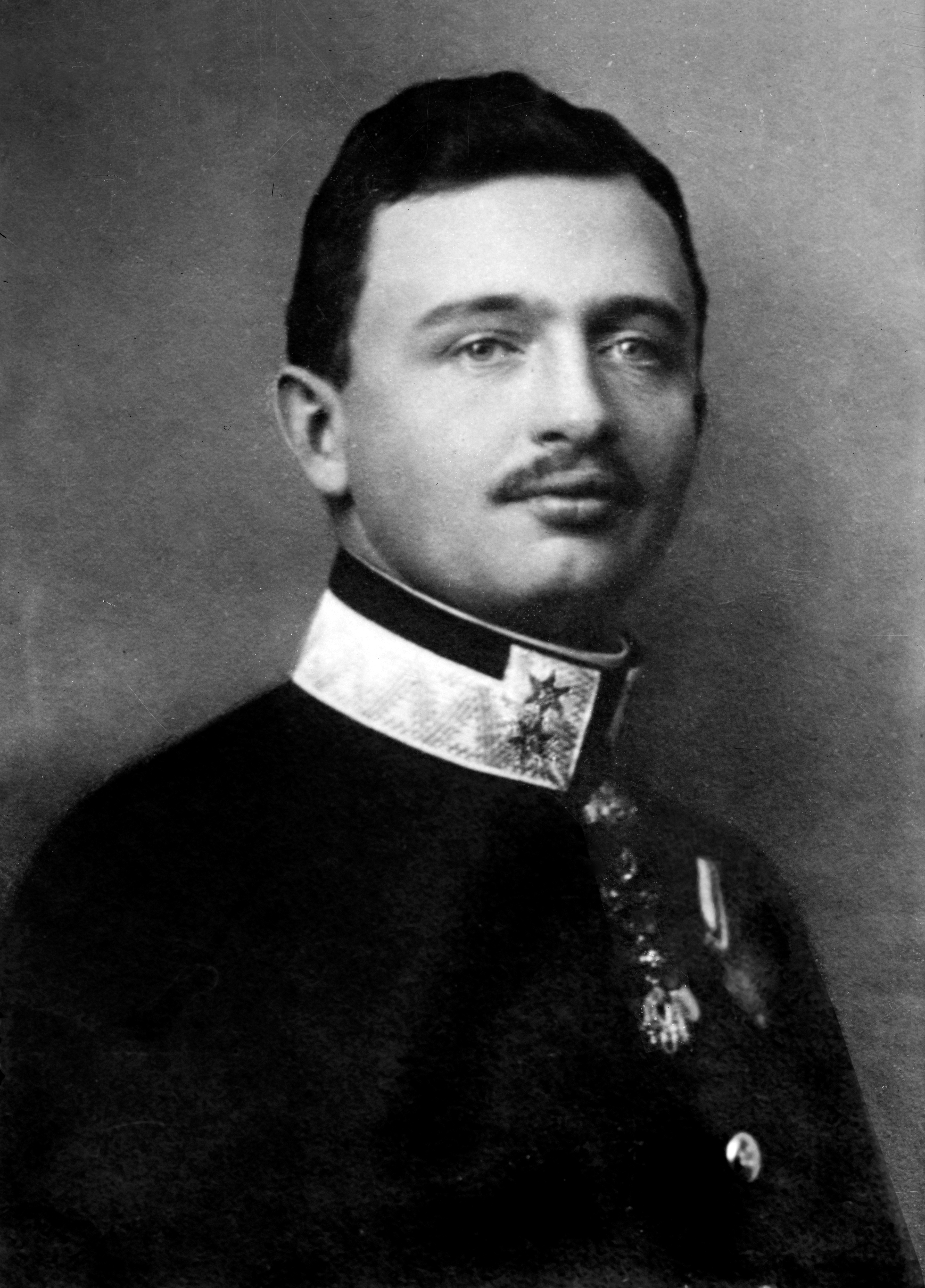
Karl abençoado da Áustria.

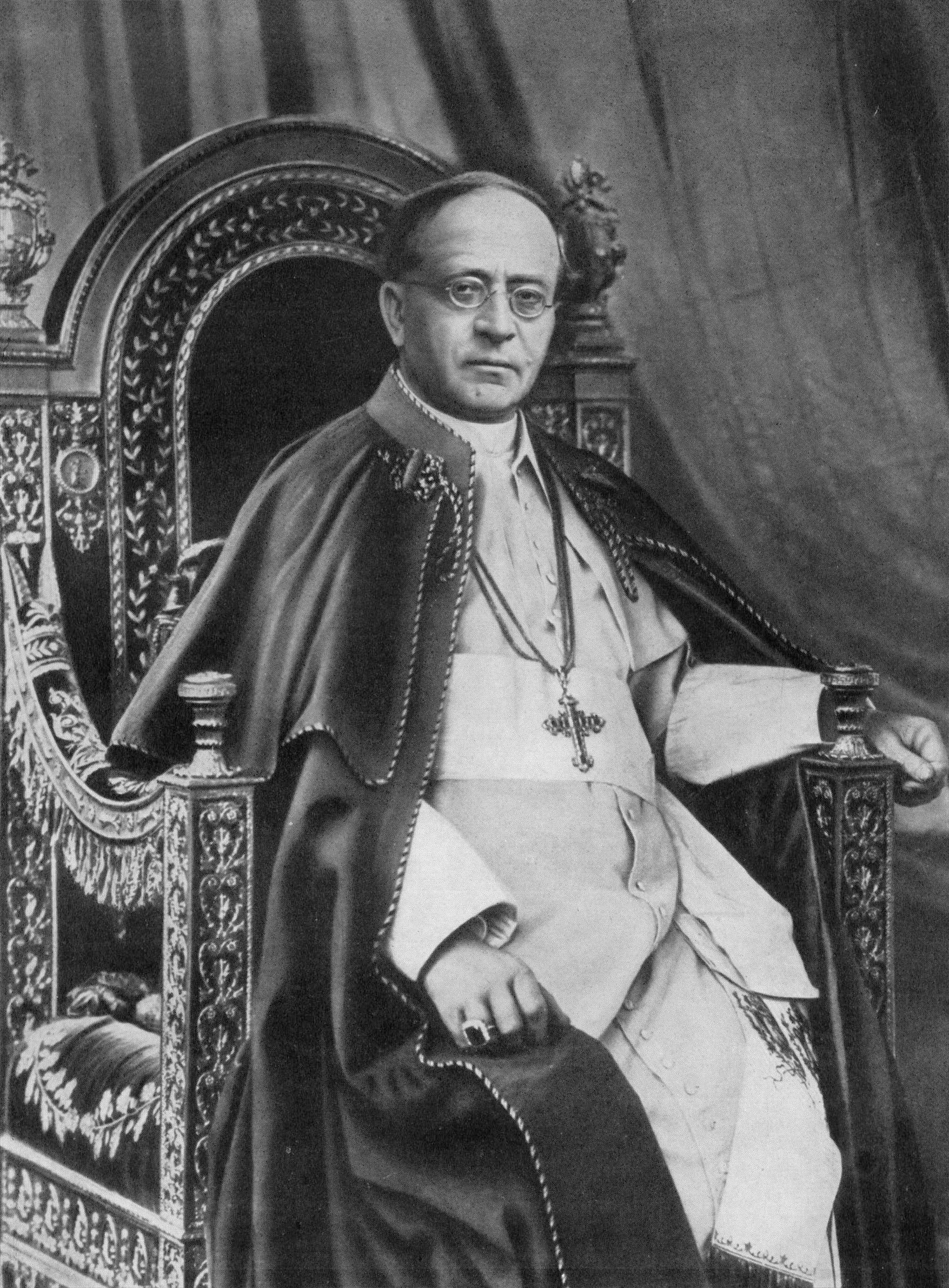
Papa Pio XI

- 1903-1914: São Papa Pio X: Lamentabili sane exitu contra o modernismo, introduz comunhão frequente, promove o canto gregoriano. Problemas com a França. Ele foi o Papa mais recente a ser canonizado santo até a canonização do Papa João XXIII e do Papa João Paulo II em 27 de abril de 2014 pelo Papa Francisco.
- 1914-1918 O Papa Bento XV declara a neutralidade durante a Primeira Guerra Mundial. Suas iniciativas de paz são rejeitadas por ambos os lados como favorecendo o outro. Caridade papal maciça na Europa.
- 1916: Carlos I da Áustria é coroado Imperador do Império Austro-Húngaro. Carlos tentou negociar a paz entre as nações em guerra durante a Primeira Guerra Mundial. Suas tentativas de paz foram amplamente ignoradas.
- 1917: O Papa Bento XV promulga o Código de Direito Canônico de 1917 para a Igreja Latina, a primeira codificação oficial abrangente do direito canônico na história. A aparição de Nossa Senhora de Fátima ocorre em Fátima, Portugal, ao longo de seis meses, terminando no Milagre do Sol. Esta aparição é muito popular ao longo do século.
- 1918: Perseguição à Igreja Católica Romana e, especialmente, às Igrejas Católicas Orientais na União Soviética (até 1985).
- 1922: Imperador Carlos I da Áustria morre no exílio e na pobreza em Portugal. Mais tarde, tornou-se beatificado como Beato Carlos.
- 1922: G. K. Chesterton, filósofo, poeta e escritor, se converte ao catolicismo.
- 1925: Ano Santo proclamado pelo Papa Pio XI. João Maria Vianney, padre francês conhecido como "Cura d'Ars", é canonizado pelo papa Pio XI.
- 1926: Início das perseguições da Igreja no México até 1940, também conhecida como Guerra Cristero ou La Cristiada.
- 19 de março de 1927: Fundação das Irmãs dos Desamparados (SD) em Chunungumvely, Querala por Mar Varghese Payyappilly Palakkappilly.
- 1927: Georges Lemaître, padre cientista belga, propôs pela primeira vez, com base teórica, que o universo estava se expandindo. Além disso, ele foi o primeiro a verificar o que hoje é conhecido como Lei de Hubble. Ele também propôs o que ficou conhecido como o Big Bang.
- 2 de outubro de 1928: São Josemaria Escrivá fundou o Opus Dei, uma organização mundial de membros leigos da Igreja Católica.
- 1928: Sigrid Undset ganha o Prêmio Nobel de Literatura.
- 11 de fevereiro de 1929: O Tratado de Latrão é assinado por Benito Mussolini e pelo cardeal Gasparri, estabelecendo o Estado independente da Cidade do Vaticano e resolvendo a questão romana entre a Itália e a Santa Sé desde a tomada dos Estados papais em 1870.
- 5 de outubro de 1929: Morte de Varghese Payyappilly Palakkappilly, fundadora das Irmãs dos Desamparados.
- 12 de fevereiro de 1931: A Rádio Vaticano é criada por Guglielmo Marconi e inaugurada pelo Papa Pio XI. O primeiro sinal transmitido é em código Morse: In nomine Domini, amém.
- 1931–1936: Perseguição da Igreja em Espanha. Estima-se que, no decurso do Terror Vermelho (Espanha), 6.832 membros do clero católico foram mortos.
- 20 de julho de 1933: Concordata entre a Santa Sé e o Reich alemão, assinada pelo Cardeal Eugenio Pacelli e Franz von Papen em nome do Papa Pio XI e do Presidente Paul von Hindenburg, respectivamente.
- 1933: Dorothy Day foi co-fundadora da Obra Católica com Peter Maurin.
- 8 de dezembro de 1933: O Papa Pio XI canonizou Bernadette Soubirous de Lourdes.
- 1935: Sir Thomas More e John Fisher, mártires ingleses, executados sob o reinado de Henrique VIII, são canonizados pelo Papa Pio XI.
- 1937: Mit brennender Sorge encíclica contra o Nacional Socialismo pelo Papa Pio XI, escrita pelos Cardeais Eugenio Pacelli e Michael von Faulhaber.
- 3-7 de fevereiro de 1937: O 33º Congresso Eucarístico Internacional realizado em Manila, Filipinas. O primeiro congresso na Ásia e o primeiro congresso realizado nas Filipinas.
- 1 de setembro de 1939: A Alemanha invade a Polônia, início da Segunda Guerra Mundial. O Vaticano, depois de tentar evitar a guerra, declara a neutralidade para evitar ser arrastado para o conflito. Intervenção de socorro maciça do Vaticano a pessoas deslocadas, prisioneiros de guerra e civis carenciados na Europa.
- 1939: A Catedral de St Patrick's, Melbourne, Victoria, Austrália, estava terminada de ser construída.
- 1940: Graham Greene publica The Power and the Glory.
- Durante a Segunda Guerra Mundial: Conventos, mosteiros e o Vaticano são utilizados para esconder judeus e outros alvos dos nazis para extermínio (ver O Mito do Papa Hitler). São Maximilian Kolbe é martirizado no campo de concentração de Auschwitz, depois de se ter voluntariado para morrer no lugar de um estranho. Os nazistas prendem e por vezes executam clero católico, monges e freiras que criticam a ideologia nazista.
- 1943: Encíclica do Papa Pio XII Mystici corporis Christi descreve a Igreja Católica como o Corpo de Cristo.
- 1943: Encíclica Divino afflante Spiritu, abrindo a investigação bíblica aos estudiosos católicos.
- 1943: Ano da fundação da associação leiga Movimento dos Focolares por Chiara Lubich. O Movimento promove os ideais da unidade e da fraternidade universal.
- 1944: O exército alemão ocupa Roma. Adolf Hitler proclama que respeitará a neutralidade do Vaticano; contudo, vários incidentes, como a prestação de ajuda aos aviadores aliados abatidos, quase provocam a invasão da Alemanha nazista pelo Vaticano. Roma é libertada pelos Aliados após apenas algumas semanas de ocupação.
- 1945: Evelyn Waugh publica Brideshead Revisited.
- 1945: As Oito Igrejas em Intramuros, Manila, destruídas durante a Batalha de Manila de 1945.
- 15 de fevereiro de 1945: A Conferência dos Bispos Católicos das Filipinas (CBCP) é fundada em Manila.
- 1945: Batalha de Manila: ponto de viragem na guerra no Pacífico; pesadas perdas de vidas e de bens.
- 1948: Thomas Merton, contemplativo trapista, publica The Seven Storey Mountain.
- 18 de agosto, - 26 de setembro de 1948: As Aparições Marianas de Nossa Senhora, Medianeira de Toda a Graça em Lipa City, Batangas, Filipinas, são testemunhadas à Irmã Sis. Teresita Castillo.
- 14 de Outubro de 1949: Gabriel Reyes é o Primeiro Arcebispo filipino da Arquidiocese de Manila, nas Filipinas.
- 1950: Ano Santo declarado pelo Papa Pio XII, que anunciou em 25 de Dezembro de 1950, que o Túmulo de São Pedro tinha sido identificado pelos arqueólogos sob a Basílica de São Pedro; canonização do Papa Pio X e Maria Goretti; encíclica Humani generis.  1950: A Assunção de Maria é definida como dogma por Pio XII.  1952: François Mauriac ganha o Prémio Nobel da Literatura. Escreveu o prefácio ao livro de Elie Wiesel Night, tendo encorajado Wiesel a escrever mais cedo sobre as suas experiências como judeu durante o Holocausto.  7-29 de Janeiro de 1953: Primeiro Concílio Plenário das Filipinas.  1954: Primeiro ano mariano na história da Igreja proclamado por Pio XII; nova festa da Rainha de Maria.  1954: J.R.R. Tolkien publica O Senhor dos Anéis, cheio de temas cristãos e católicos.  1954: Fundado o movimento eclesial laico Comunhão e Libertação.  1957: Bernard Lonergan, S.J., publica Insight: Um Estudo da Compreensão Humana.  1957: Francis Poulenc, compõe a sua ópera, Dialogues des Carmelites e, dois anos mais tarde, a Glória.  1958: A Catedral de Manila Pós-Guerra em Intramuros, Manila, Filipinas, é concluída após a Libertação Aliada de Manila.  1960: O senador John F. Kennedy, é eleito o primeiro presidente católico romano na história dos Estados Unidos.  11 de Outubro de 1962: O Papa João XXIII abre o Concílio Ecumênico Vaticano II. O 21º Concílio Ecumênico da Igreja Católica enfatizou o apelo universal à santidade e trouxe muitas mudanças nas práticas, incluindo uma maior ênfase no ecumenismo; menos regras sobre penitências, jejum e outras práticas devocionais; e iniciando uma revisão da Missa, que se tornou mais acessível ao permitir o uso de línguas nativas em vez do latim. A oposição às mudanças inspiradas pelo Concílio dá origem ao movimento dos Católicos Tradicionalistas que discordam da mudança das antigas formas de culto e discordam da ascensão de filosofias anteriormente condenadas. Fim do juramento contra o modernismo.  1962: Martinho de Porres, um irmão leigo peruano, é canonizado pelo Papa João XXIII.  1964: Charles Lwanga e os seus companheiros, martirizados em Namugongo, Uganda (1885-87), são canonizados pelo Papa Paulo VI.  1964: Ano da fundação do movimento laico Neocatechumenal Way por Kiko Argnello e Carmen Hernandez.  7 de Dezembro de 1965: Declaração conjunta católico-ortodoxa do Papa Paulo VI e do Patriarca Ecumênico Atenágoras I. A excomunhão mútua do Grande Cisma de 1054 contra católicos e ortodoxos é levantada por ambas as partes.  8 de Dezembro de 1965: O Papa Paulo VI encerra solenemente o Concílio Vaticano II.  1967: É estabelecido o Movimento Católico de Renovação Carismática.  1968: Segunda Conferência Episcopal da América Latina em Medellín, Colômbia, no seguimento do Concílio Vaticano II. Os bispos latino-americanos apelam a "uma opção preferencial para os pobres" e dão a sua aprovação às "comunidades de base" cristãs.  1968: Ano da fundação do grupo internacional de leigos Comunidade de Sant'Egidio por Andrea Riccardi.
- 1970: Revisão do Missal Romano, na sequência da introdução das línguas vernáculas na celebração da Missa. 1970: O Papa Paulo VI canoniza os Quarenta Mártires de Inglaterra e do País de Gales.  1970: Santa Catarina de Sena é doutora da Igreja.  27 de Novembro de 1970: O Papa Paulo VI visita as Filipinas.  1971: Flannery O'Connor's Complete Stories são publicados.  1973: A Irmã Agnes Katsuko Sasagawa na área remota de Yuzawadai, perto da cidade de Akita no Japão, relata ter visto várias aparições agora conhecidas como Nossa Senhora de Akita.  1973: Gustavo Gutierrez, teólogo peruano, padre dominicano, e fundador da Teologia da Libertação, publica um livro fulcral, Uma Teologia da Libertação: História, Política e Salvação.  1973: Ano da fundação da Comunidade Chemin Neuf pelo padre jesuíta, Laurent Fabre.  1975-83: Olivier Messiaen compõe Saint-Francois d'Assise. É organista na Eglise de la Sainte-Trinite, Paris, desde 1931 até à sua morte em 1992.  26 de Agosto de 1978: O Papa João Paulo I torna-se o primeiro papa a usar um duplo nome. Ele reina apenas durante 33 dias.  16 de Outubro de 1978: O Papa João Paulo II torna-se o primeiro papa polaco e o primeiro papa não italiano eleito em 450 anos; influente no derrube do comunismo na Polônia.  1979: Madre Teresa é galardoada com o Prémio Nobel da Paz.  1979: Terceira Conferência Episcopal da América Latina, em Puebla, México, confirma a opção pelos pobres e pede às nações afluentes "que não coloquem obstáculos no nosso caminho para o progresso".
- 24 de Março de 1980: Oscar Romero, arcebispo de San Salvador, El Salvador, é assassinado enquanto celebrava a Missa no Hospital da Divina Providência. 1980: Czeslaw Milosz ganha o Prémio Nobel da Literatura.  1981: Henryk Gorecki compõe Miserere (Gorecki).  17-22 de Fevereiro de 1981: Segunda visita do Papa João Paulo II às Filipinas.  18 de Fevereiro de 1981: Henryk Gorecki: Beatificação de Lorenzo Ruiz e companheiros pelo Papa João Paulo II realizada em Rizal Park, Manila, Filipinas.  1983: O Papa João Paulo II promulga o Código de Direito Canônico de 1983, uma revisão da lei canônica para a Igreja Latina.  1983: Lech Walesa é galardoado com o Prêmio Nobel da Paz.
- 1984-1986: A Congregação para a Doutrina da Fé condena os principais fundamentos da Teologia da Libertação.  1984: Primeiro Dia Mundial da Juventude instituído pelo Papa João Paulo II, celebrado em Roma. Celebrado todos os anos entre Roma e uma cidade diferente.  1984: 103 Mártires Coreanos são canonizados pelo Papa João Paulo II.  25 de Fevereiro de 1986: Manila O Arcebispo Jamie Cardeal Sin mobiliza o Poder Popular em Metro Manila, Filipinas; o Presidente Ferdinand Marcos é deposto.  1987: Ano mariano anunciado por João Paulo II na encíclica Redemptoris Mater.  18 de Outubro de 1987: Lorenzo Ruiz, leigo da Arquidiocese de Manila, Filipinas, é canonizado pelo Papa João Paulo II como o primeiro santo filipino.  30 de Junho de 1988: o Arcebispo Marcel Lefebvre da Sociedade de São Pio X (SSPX) consagra quatro homens como bispos em Écône, Suíça, sem a autorização expressa do Papa. Lefebvre et al. incorrem automaticamente em excomunhão. Os bispos tradicionalistas da SSPX continuam a ser suspensos um divinis.  1990: O Papa João Paulo II promulga o Código dos Cânones das Igrejas Orientais, uma reforma da lei canônica oriental.  20 de Janeiro - 17 de Fevereiro de 1991: Segundo Concílio Plenário nas Filipinas.  31 de Dezembro de 1991: A União Soviética é oficialmente dissolvida. A Igreja Católica perseguida ressurge do esconderijo, especialmente na Ucrânia e nos Estados Bálticos.  A Quarta Conferência Episcopal da América Latina, em Santo Domingo, República Dominicana, mostrou uma descontinuidade com outras conferências, uma vez que era fortemente controlada por elementos conservadores e por Roma.
- 1992: É publicado o novo Catecismo da Igreja Católica, em latim e francês.  1992: El Shaddai DWXI Prayer Partners Fellowship International, o maior grupo do movimento de Renovação Carismática Católica nas Filipinas, é estabelecido pelo Irmão Mike Velarde como Chefe Servo e Reverendíssimo Teodoro C. Bacani, Jr. como Conselheiro Espiritual.  1993: Crossroad Publishers publica Content of Faith: the Best of Karl Rahner Theological Writings.  1993: Duns Scotus beatificado pelo Papa João Paulo II.  1994: Ordinatio sacerdotalis, uma Carta Apostólica que defende a proibição da ordenação das mulheres ao sacerdócio, é promulgada pelo Papa João Paulo II.  1995: Dia Mundial da Juventude 1995 em Manila, Filipinas, e terceira visita do Papa João Paulo II.  1997: Santa Teresa de Lisieux é nomeada Doutora da Igreja.
- 5 de março de 2000: Beatificação de Pedro Calungsod pelo Papa João Paulo II realizada no Vaticano é um segundo mártir filipino das Filipinas.
- 30 de abril de 2000: O Papa João Paulo II canoniza Santa Faustina e designa o Domingo após a Páscoa como Domingo da Misericórdia Divina no Calendário Geral Romano, com efeito a partir do ano seguinte.

## Século XXI

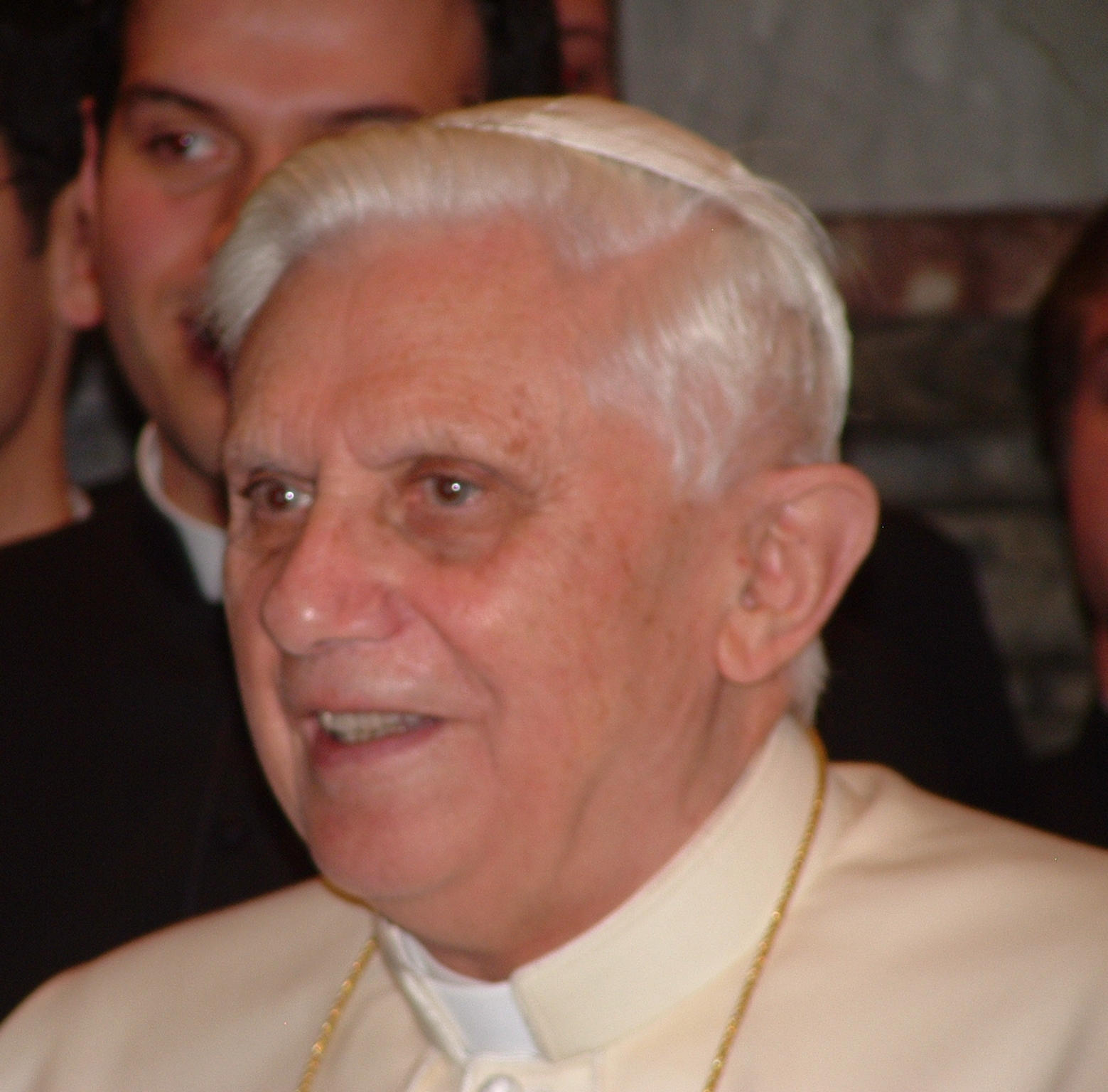
Bento XVI, primeiro Papa eleito no século XXI.

- 1 de janeiro de 2001: O século XXI e o novo milênio começam. A Igreja soleniza o início do terceiro milênio cristão, prolongando em parte do ano 2001 o ano jubilar que observa a intervalos de 25 anos e que, no caso do ano 2000, chamou o Grande Jubileu.
- 6 de Janeiro de 2001: João Paulo II emite Novo Millennio Ineunte, um programa para a Igreja no novo milênio, onde colocou a santidade através de uma formação em oração como a prioridade mais importante da Igreja Católica em consonância com o seu propósito.
- 18 de Janeiro de 2002: O antigo padre americano John Geoghan é condenado por abuso sexual de crianças e condenado a dez anos de prisão, como parte do escândalo do abuso sexual católico. O caso de Geoghan implicou o Arcebispo Cardeal Bernard Francis Law que se demitiu em dezembro, e chamou a atenção para o problema.
- 2004: A Cambridge University Press publica The Cambridge Companion to Hans Urs von Balthasar, uma avaliação acadêmica dos seus escritos.
- 2 de Abril de 2005: O Papa João Paulo II morre com a idade de 84 anos. O seu funeral é transmitido em todo o mundo e assistido por milhões de pessoas em Roma.
- 19 de Abril de 2005: O Cardeal Joseph Alois Ratzinger, nascido na Alemanha, é eleito pelo Colégio dos Cardeais como Papa Bento XVI, tornando-se assim o primeiro Papa eleito durante o século XXI e o terceiro milênio.
- 18 de Agosto de 2005: O Papa Bento XVI assiste ao Dia Mundial da Juventude em Colônia, Alemanha, a sua primeira viagem fora da Itália.
- 9 de Janeiro de 2006: O 400º Aniversário da Tradução do Nazareno Negro é realizado na Basílica Menor do Nazareno Negro em Quiapo, Manila, Filipinas; chegou de Acapulco, México, em 1606.
- 12 de Setembro de 2006: O Papa Bento XVI faz um discurso sobre Fé, Razão e Universidade na Universidade de Regensburg, decretando a ênfase no mundo ocidental na razão e filosofia positivistas, excluindo o divino e o diálogo com as culturas. Cita as opiniões negativas do Imperador Manuel II Paleólogo sobre o Islão, criando reações violentas entre os muçulmanos em várias partes do mundo.
- 11 de Junho de 2007: O Papa Bento XVI reverteu a decisão do seu predecessor relativamente às eleições papais, e restabeleceu a tradicional maioria de dois terços necessária.
- 7 de Julho de 2007: Com o seu motu proprio Summorum Pontificum, o Papa Bento XVI permite que todos os padres da Igreja Latina utilizem o Missal Romano de 1962 quando celebram a Missa em privado e, sob certas condições, publicamente em vez da Missa pós-Vaticano II, e expressou o desejo de que esta medida levasse a curar a separação da Sociedade de São Pio X da Igreja Católica. A medida não curou a divisão e foi retirada pelo Papa Francisco em 16 de Julho de 2021 com o motu proprio Traditionis custodes.
- 28 de Outubro de 2007: O Papa Bento XVI autoriza a maior cerimônia de beatificação na história da Igreja envolvendo 498 mártires espanhóis que foram mortos durante a Guerra Civil em Espanha.
- 2007: Quinta Conferência Episcopal da América Latina em Aparecida, Brasil. O Cardeal Jorge Bergoglio - posteriormente Papa Francisco - serviu como secretário e ajudou a redigir o documento final que enfatizava o que seria também um tema do seu pontificado: servir os pobres nas periferias da sociedade.
- Maio de 2008: Uma declaração solene acordada entre o Papa Bento XVI e os muçulmanos, liderada por Mahdi Mostafavi, salientou que a religião genuína é essencialmente não violenta e que a violência não pode ser justificada nem pela razão nem pela fé.
- Julho de 2008: O Papa Bento XVI participa em Sydney, Austrália, no Dia Mundial da Juventude e anuncia a Espanha como o país anfitrião do próximo.
- Janeiro de 2009: A Santa Sé remete as excomunhões dos bispos da Sociedade de S. Pio X, que tinham tido uma relação cismática com o Magistério Católico.
- 11 de Outubro de 2009: O Padre Damien, um padre belga conhecido como o "Apóstolo dos Leprosos", é canonizado.
- 17 de Outubro de 2010: Mary MacKillop, de ascendência escocesa, é a primeira freira australiana a ser canonizada. Também canonizada é o irmão leigo da Santa Cruz, Andre Bessette de Montreal, Canadá, cujos esforços levaram à construção do Oratório de São José, Montreal.
- 1 de Maio de 2011: Beatificação de João Paulo II.
- 21 de Outubro de 2012: Kateri Tekakwitha, leiga Algonquin-Mohawk conhecida como o "Lírio dos Mohawks", é canonizada pelo Papa Bento XVI.  21 de Outubro de 2012: Pedro Calungsod, Jovem Leigo da Arquidiocese de Cebu, Filipinas, é canonizado pelo Papa Bento XVI e torna-se o Segundo Santo Filipino e o Primeiro Visayan.  2012: Hildegard de Bingen é nomeado Doutor da Igreja.
- Fevereiro de 2013: Renúncia do Papa Bento XVI.
- Março de 2013: Renúncia do Papa Bento XVI: Jorge Bergoglio da Argentina é eleito como Papa Francisco, o primeiro latino-americano e o primeiro jesuíta a ser eleito Papa.
- 12 de Maio de 2013: O primeiro Jesuíta a ser eleito Papa: O Papa Francisco canoniza os Mártires de Otranto, um grupo de 800 católicos que foram mortos por turcos em Otranto, no ano 1480. Com isto ele superou o recorde de João Paulo II em canonizar os mais santos num pontificado.
- 16-18 de Outubro de 2013: Primeira Conferência Filipina de Nova Evangelização pelo Arcebispo de Manila Luis Antonio Cardeal Tagle no Pavilhão Quadrienal da Universidade de Santo Tomás (UST) em Manila para a mensagem vídeo do Papa Francisco.
- 27 de Abril de 2014: Canonização de João XXIII e João Paulo II, marcado para sempre como o "dia dos quatro papas".
- 15-19 de Janeiro de 2015: Visita do Papa Francisco às Filipinas, a quarta visita papal.
- Fevereiro de 2015: Charles Maung Bo e Soane Patita Mafi são os primeiros cardeais de Myanmar e Tonga.
- Maio de 2015: O Papa Francisco na sua encíclica "Laudato si" (Louvado sejais vós) chamou a atenção para "o nosso pecado" de destruir o ambiente natural e reuniu-se com grandes CEOs petrolíferos para levar a mensagem para casa.
- 23 de Maio de 2015: Oscar Romero, arcebispo assassinado de São Salvador, é beatificado pelo Papa Francisco.
- 2015: Beatificação dos Três Mártires de Chimbote, assassinados em 1991 em Chimbote, Peru, por membros do grupo guerrilheiro comunista, o Sendero Luminoso.
- 12 de Abril de 2015: no Domingo da Misericórdia Divina, durante uma Missa pelo centenário do Genocídio Armênio na Basílica de São Pedro, o Papa Francisco proclamou oficialmente Gregório de Narek como Doutor da Igreja[34] na presença do Presidente Armênio Serzh Sargsyan, Católicos de Todos os Armênios Karekin II, Católicos de Cilicia Aram I, e Patriarca Católico Armênio Narses Pedro XIX Tarmouni.[35]
- 8 de Dezembro de 2015 a 20 de Novembro de 2016: No Ano Jubilar Extraordinário da Misericórdia proclamado pelo Papa Francisco, Roma recebeu 21,3 milhões de peregrinos, o santuário de Nossa Senhora de Guadalupe recebeu 22 milhões de peregrinos, e o Dia Mundial da Juventude em Cracóvia recebeu 3 milhões de peregrinos. Segundo o arcebispo Fisichella, presidente do Pontifício Conselho para a Nova Evangelização, entre 56% e 62% de todos os católicos participaram nos eventos, enquanto os peregrinos em Roma vinham na sua maioria da Alemanha, EUA, Polônia, países de língua espanhola e muitos da China, Chade, Ruanda, Nepal e Ilhas Cook.
- 24-31 de Janeiro, 2016: O 51º Congresso Eucarístico Internacional realizado em Cebu City, Filipinas, pelo Legado Papal Charles Maung Bo de Mianmar. pela segunda vez nas Filipinas desde 1937.
- 12 de Fevereiro de 2016: O Patriarca Kirill de Moscou, o chefe da Igreja Ortodoxa Russa, encontra-se com o Papa Francisco no Aeroporto Internacional José Martí, perto de Havana, Cuba. Assinam uma declaração conjunta de trinta pontos que aborda questões globais, incluindo a sua esperança no restabelecimento da plena unidade, a perseguição dos cristãos no Médio Oriente, a Guerra Civil síria, e a organização eclesiástica na Ucrânia. Este foi o primeiro encontro entre um papa e um patriarca ortodoxo russo.
- 26 de Julho de 2016: O padre francês Jacques Hamel é assassinado na paróquia de Saint-Etienne-du-Rouvray por dois extremistas que se comprometeram a fidelidade ao Estado islâmico do Iraque e ao Levante. A Diocese de Rouen abriu a sua causa de canonização.
- 2 de Novembro de 2017: O Papa Francisco sugere o recrutamento de homens casados "comprovados" para se tornarem padres de dioceses na Igreja Romana/Latina/Ocidental onde há poucos padres[36] (tal como as Igrejas Católicas Orientais).[37]
- 13 de Maio de 2017: O Papa Francisco canoniza Francisco e Jacinta Marto, testemunhas das aparições marianas em Fátima, Portugal.
- 18 de Dezembro, 2017: O Papa Francisco nomeia o padre-comunicador Patrick Peyton, C.S.C., venerável. O P. Peyton fundou a Cruzada Internacional do Rosário Familiar e o Teatro Familiar.
- 19 de Março, 2018: Na sua exortação apostólica Gaudete et exsultate (Alegre-se e Exulte-se), o Papa Francisco retoma um tema do Vaticano II, explicando que todos são chamados à mesma perfeição de virtude.[38]
- 18 de Maio de 2018: Bispos do Chile oferecem as suas demissões ao Papa Francisco devido a negligência criminosa em lidar com o abuso sexual de crianças entre alguns clérigos. Francisco aceita as demissões de bispos e cardeais de outros países por razões semelhantes. Francisco enfrenta uma crise muito pior entre os clérigos - abuso de crianças e falta de supervisão episcopal eficaz.[39][40]
- 2 de Agosto de 2018: O Papa Francisco declara que a pena de morte é inaceitável em todos os casos, como um atentado à dignidade humana.
- 17 de Dezembro de 2018: A Santa Sé reconhece a Igreja Ortodoxa da Ucrânia.
- 1 de Julho de 2019: A canonização de John Henry Newman é autorizada e a data fixada para 13 de Outubro de 2019.
- 2 de Julho de 2019: foi anunciado que o Papa Francisco tinha transferido os nove fragmentos de osso de São Pedro que foram expostos durante a Missa do "Ano da Fé" para o Patriarca Ecumênico Ortodoxo Bartolomeu de Constantinopla. Bartolomeu, que serve como chefe da igreja cristã ortodoxa oriental, descreveu o gesto como "corajoso e ousado".[41]
- 5 de Julho de 2019: o Papa Francisco diz que a Igreja Ortodoxa Russa está tentando manipular outras religiões (denominações) na Ucrânia.
- 17 de Setembro de 2019: almoço do Papa Francisco juntamente com o Patriarca Ecumênico Bartolomeu I na Domus Sanctae Marthae.
- 5 de Outubro de 2019: o Papa Francisco nomeia 13 novos cardeais durante uma cerimônia no Vaticano.
- 6 de Outubro de 2019: tem início o Sínodo dos Bispos para a região da Pan-Amazônia.
- 10 de Outubro de 2019: A Conferência Episcopal da Polônia concordou em iniciar o processo de canonização para os pais de João Paulo II.
- 01 de Maio de 2020: Luis Antonio Tagle do arcebispo emérito da Arquidiocese de Manila como o primeiro cardeal-bispo filipino.
- 4 de Abril de 2021: As Filipinas comemoraram o 500º aniversário da chegada do cristianismo desde 1521 na cidade de Cebu, com a chegada dos colonizadores espanhóis e a comemoração do Santo Niño de Cebú nas Celebrações do Quincentenário.
- 31 de Dezembro de 2022: Morre o Papa Bento XVI aos 95 anos, após ter se tornado o papa mais velho da história da Igreja Católica. O seu funeral é transmitido em todo o mundo e assistido por milhares de pessoas em Roma.
- 24 de Dezembro de 2024: O Papa Francisco abre a Porta Santa da Basílica de São Pedro e inicia as festividades do Jubileu de 2025.
- 21 de Abril de 2005: O Papa Francisco morre na Casa de Santa Marta, aos 84 anos de idade. Sua última aparição pública foi no dia anterior, um domingo de Páscoa. Seu funeral foi celebrado em 26 de Abril, sendo acompanhado por milhões de pessoas em todo o mundo.
- 7 de Maio de 2025: Início do Conclave de 2025, com a presença de 133 cardeais eleitores.
- 8 de Maio de 2025: Após quatro votações, o Cardeal Robert Francis Prevost, O.S.A., nascido nos Estados Unidos e naturalizado no Peru, é eleito pelo Colégio dos Cardeais e se torna o Papa Leão XIV. Este é o terceiro pontífice eleito no terceiro milênio, o primeiro papa estadunidense e o segundo das Américas.